# Умершие в июле 2016 года
Это список известных людей, соответствующих установленным критериям значимости (см. Википедия:Критерии значимости персоналий), умерших в июле 2016 года.
Причина смерти указывается лишь в исключительных случаях (убийство, самоубийство, гибель в результате военных действий, смертная казнь, ДТП или несчастные случаи). В остальных случаях — не указывается.

## 31 июля

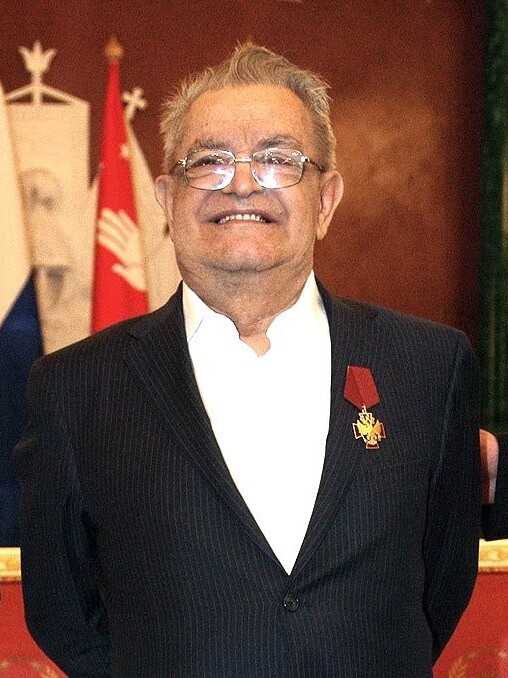
Фазиль Искандер

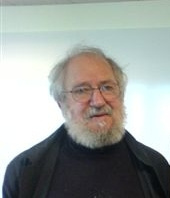
Сеймур Пейперт

- Большов, Александр Михайлович (86) — советский и российский партийный и общественный деятель, председатель Ульяновского облисполкома (1982—1986), почётный гражданин Ульяновской области[1].
- Гейне Миллер, Эстер (106) — южноафриканская теннисистка[2] Архивная копия от 2 августа 2016 на Wayback Machine.
- Досмагамбетов, Султан Капарович (87) — советский и казахстанский партийный и общественный деятель, председатель Карагандинского облисполкома (1969—1982)[3].
- Искандер, Фазиль Абдулович (87) — советский и российский прозаик и поэт, сценарист, журналист[4].
- Мариана Карр (66) — мексиканская актриса аргентинского происхождения; инфаркт миокарда с остановкой дыхания[5].
- Келедон, Хайме (85) — чилийский актёр и публицист[6].
- Мохеде, Майк (33) — индонезийский эстрадный певец; сердечный приступ[7].
- Николаев, Анатолий Севастьянович (66) — советский и российский тренер по настольному теннису, заслуженный работник физической культуры и спорта Российской Федерации[8].
- Орзих, Марк Филиппович (90) — украинский учёный-конституционалист, заслуженный деятель науки и техники Украины[9].
- Панграни, Андре (51) — французский писатель и издатель, был известен под псевдонимом Anpa[10].
- Пейперт, Сеймур (88) — американский математик, программист, психолог и педагог, один из основоположников теории искусственного интеллекта, один из создателей языка Лого (1968) .
- Попов, Василий Максимович (78) — липецкий архитектор и краевед[11].
- Рожнев, Александр Викторович (40) — казахстанский хоккеист и тренер, игрок сборной Казахстана по хоккею[12].
- Соломяк, Михаил Захарович (85) — советский и российский математик[13].
- Тиёнофудзи Мицугу (61) — японский борец сумо, 58-й ёкодзуна в истории сумо[14].

## 30 июля

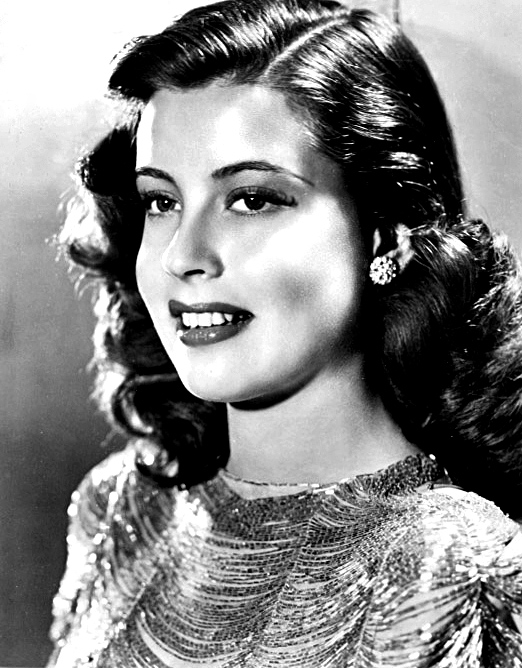
Глория Дехейвен

- Армстронг, Антонио (42) — американский футболист, игрок Национальной футбольной лиги; убит собственным сыном[15].
- Вепся, Ритва (75) — финская актриса, лауреат премии «Юсси» (1970)[16].
- Виейра, Олавио Дорико (Вакария) (67) — бразильский футболист[17].
- Вуйосевич, Смилья (81) —  канадская шахматистка, международный мастер (1977) среди женщин[18].
- Дехейвен, Глория (91) — американская актриса и певица[19].
- Левенков, Олег Романович (70) — советский и российский артист балета, искусствовед, биограф Джорджа Баланчина, директор международного фестиваля «Дягилевские сезоны»[20].
- Лэлор, Патрик (90) — ирландский государственный деятель, министр промышленности и торговли (1970—1973), депутат Европейского парламента (1979—1994)[21].
- Маркезини, Анна (63) — итальянская актриса[22].
- Мельцов, Юрий Вильгельмович (64) — советский и российский тренер по самбо, заслуженный тренер России[23].
- Молочков, Николай Николаевич (78) — советский футболист, выступавший в составе одесского «Черноморца» (1960—1962 и 1964—1965)[24].
- Рачевилц, Игорь де (87) — итальянский историк и филолог[25].
- Хайналь, Андраш (85) — венгерский математик, соавтор теоремы Хайнала-Семереди, задачи Эрдеша—Хайнала и теорем Хайнала-Юхаса[26].
- Хализев, Валентин Евгеньевич (86) — советский и российский филолог, доктор филологических наук, профессор кафедры теории литературы МГУ[27].
- Цвигун, Михаил Семёнович (71) — советский и российский дипломат, Чрезвычайный и Полномочный Посол Российской Федерации в Джибути (1995—1999) и в Республике Конго (2003—2009)[28].
- Чайковский, Богдан Николаевич (73) — советский и украинский искусствовед и музейный работник, директор Львовского исторического музея (1980—2016), теоретик музейного дела, заслуженный работник культуры Украины[29].
- Шробсдорф, Ангелика (88) — немецкая писательница и актриса[30][31] Архивная копия от 2 августа 2016 на Wayback Machine.

## 29 июля

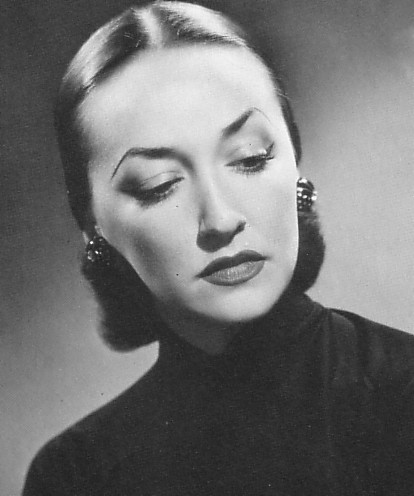
Люсиль Дюмон

- Горобец, Алексей Борисович (80) — советский и российский писатель[32].
- Грей, Вивьен (92) — австралийская актриса[33][34].
- Дюмон, Люсиль (97) — канадская певица[35].
- Лисянский, Владлен Константинович (85) — советский и украинский тренер по волейболу, заслуженный тренер РСФСР[36].
- Милунович, Никола (80 или 81) - сербский скульптор, сын художников Мило Милуновича и Ольги Богданович, отец скульптора Михаила Милуновича[37].
- Разладин, Алексей Николаевич (67) — советский и российский актёр Тамбовского драмтеатра (ранее — Кинешемский драматический театр, Алтайский театр, Сызранский театр и Грозненский театр драмы)[38].
- Синенко, Виктор Васильевич (74) — советский и украинский учёный-промышленник, первый заместитель директора по научной работе ГУ «Автоматгормаш им. В. А. Антипова», заслуженный деятель науки и техники Украины, заслуженный деятель науки России[39].
- Фицхандлер, Зельда (91) — американский театральный режиссёр, лауреат Национальной медали США в области искусств (1996)[40].
- Харченко, Виктор Николаевич (79) — советский и российский учёный-теплофизик[41].
- Ядровский, Юрий Вадимович (52) — российский актёр и режиссёр[42].

## 28 июля

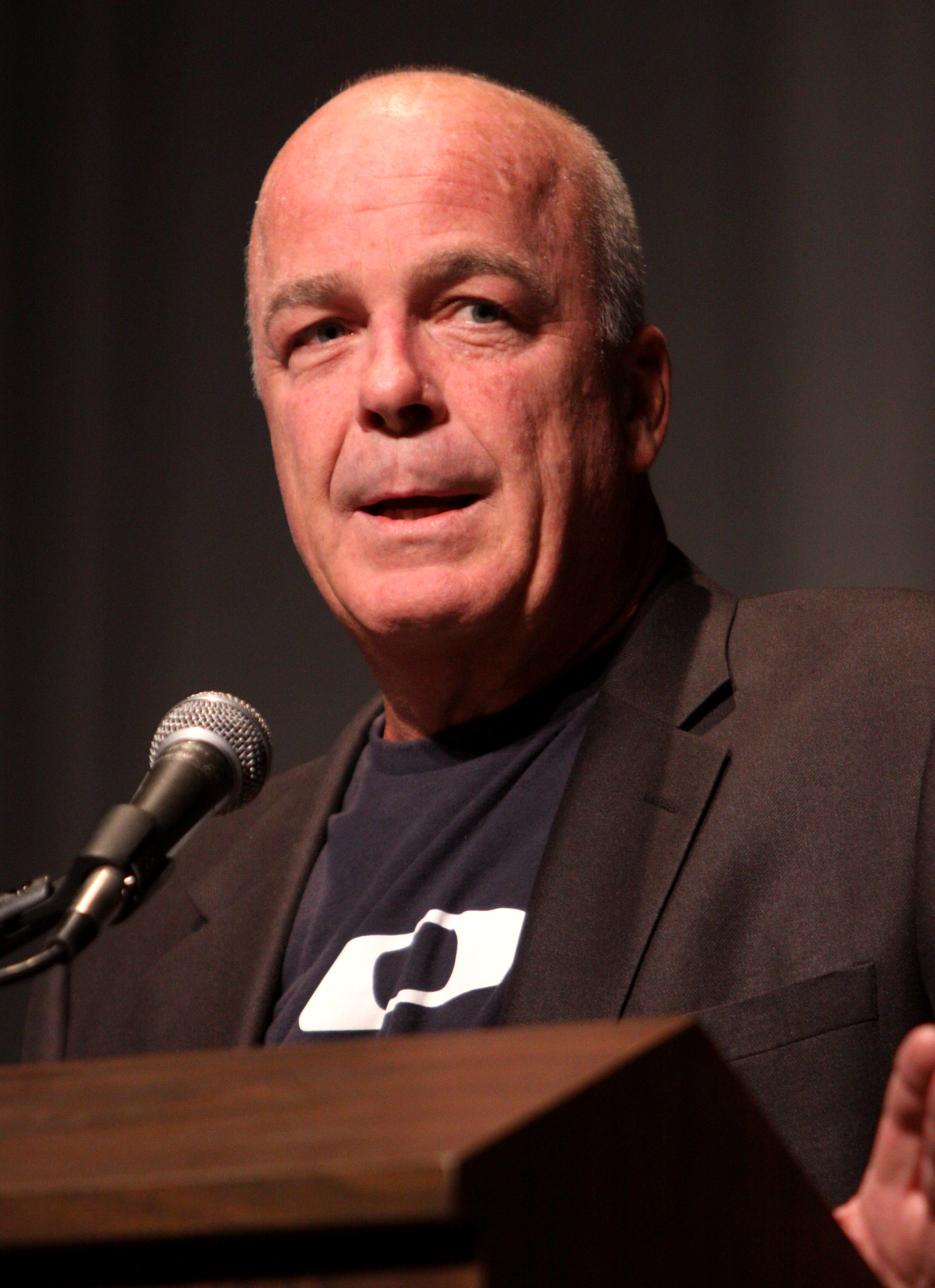
Джерри Дойл

- Беликов, Серафим Константинович (69) — советский и молдавский поэт и публицист[43].
- Бессаих, Буалем (86) — алжирский государственный деятель, министр иностранных дел Алжира (1988—1989)[44].
- Бирманис, Лев Семёнович (79) — советский и латвийский актёр-кукольник, народный артист Латвийской ССР[45].
- Зинсу, Эмиль (98) — дагомейский государственный деятель, министр иностранных дел (1962—1963, 1965—1967) и президент (1968—1969) Дагомеи[46].
- Ковачевич, Владимир (76) — югославский футболист и тренер, известный выступлениями за белградский «Партизан»[47].
- Махасвета Деви (90) — индийская писательница и поэтесса, драматург, правозащитница[48].
- Пташников, Иван Николаевич (83) — советский и белорусский писатель, заслуженный работник культуры Белоруссии, лауреат Государственной премии Республики Беларусь имени Якуба Коласа[49].
- Садло, Петер (54) — немецкий ударник[50].
- Соколов, Михаил Николаевич (70) — советский и российский искусствовед, член-корреспондент Российской академии художеств, заслуженный деятель искусств Российской Федерации[51].
- Шаховской, Дмитрий Михайлович (88) — советский и российский скульптор, академик Российской академии художеств, лауреат Государственной премии Российской Федерации (1995) и премии Совета министров СССР (1984)[52].

## 27 июля

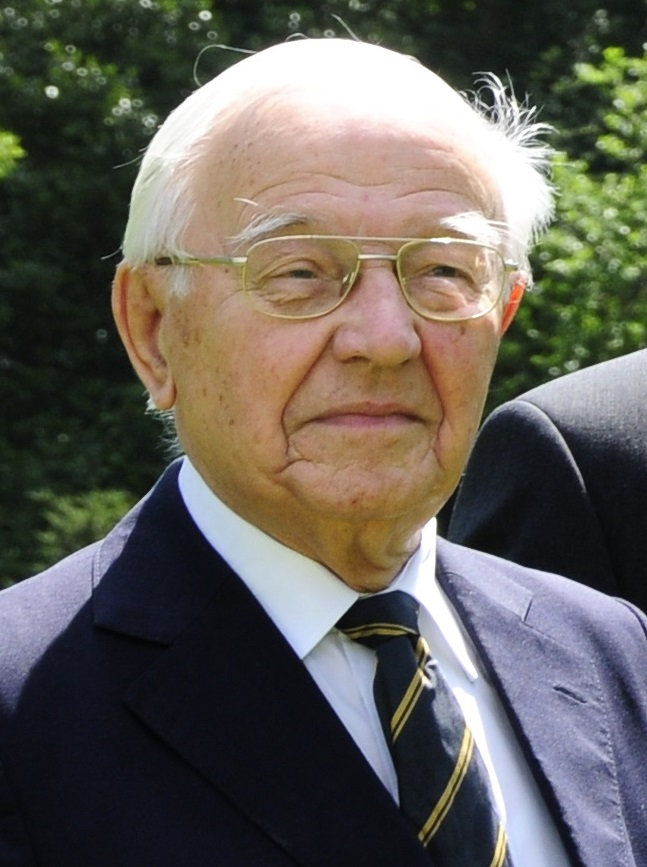
Петрус Йозеф Де Йонг

- Воротникова, Нина Дмитриевна — советская и российская камерная певица, педагог, заслуженный работник культуры Российской Федерации[53].
- Григорьянц, Владимир Саркисович (67) — советский и российский винодел, директор Кизлярского коньячного завода (1991—2008)[54].
- Грушовский, Доминик (90) — словацкий прелат и ватиканский дипломат, апостольский нунций в Белоруссии (1996—2001)[55].
- Демчук, Михаил Иванович (70) — советский и белорусский учёный, партийный и общественный деятель, доктор физико-математических наук, профессор, лауреат Государственной премии БССР[56].
- Дойл, Джерри (60) — американский киноактёр[57].
- Дэвис, Джек (91) — американский иллюстратор и мультипликатор[58].
- Кано, Франсиско (Канито) (103) — испанский фотожурналист[59].
- Де Йонг, Петрус Йозеф (101) — нидерландский государственный деятель, премьер-министр Нидерландов (1967—1971)[60].
- Кушевский, Ярослав (80) — польский актёр и режиссёр театра и кино, отец актёра Каспара Кушевского[61].
- Макферсон, Джеймс Алан (72) — американский негритянский писатель, лауреат Пулитцеровской премии[62].
- Махмудов, Акбар (54) - таджикский театральный художник и дизайнер; утонул[63].
- Раутаваара, Эйноюхани (87) — финский композитор, сын певца Эйно Раутаваары[64].
- Федичев, Роман Иванович (60) — русский писатель[65].
- Черепанов, Константин Прокопьевич (81) — советский и российский художник, заслуженный художник Российской Федерации (2003)[66][67].

## 26 июля

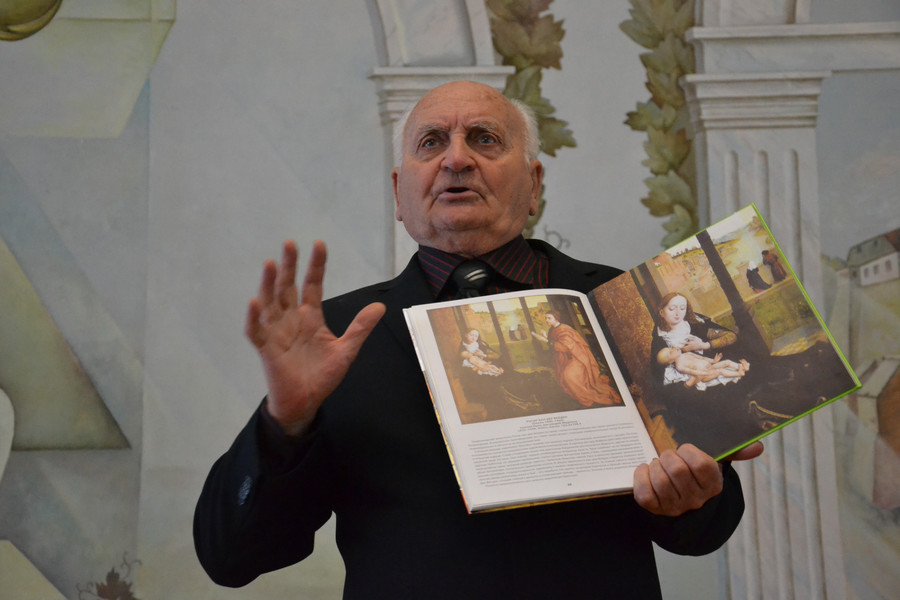
Владимир Овсийчук

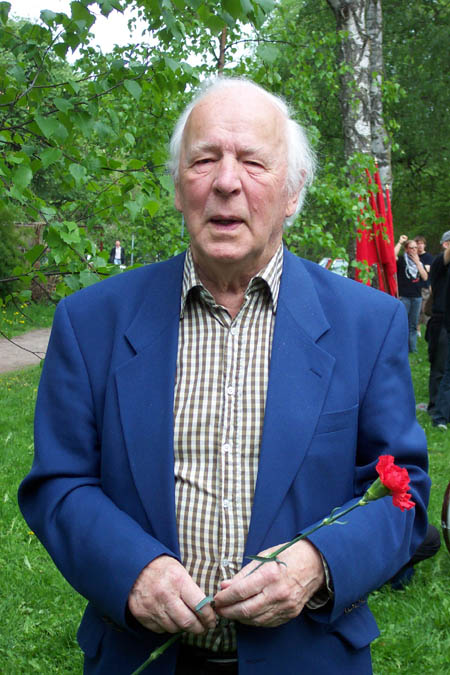
Карл-Хенрик Херманссон

- Амель, Жак (85) — французский католический священник; убит террористами[68].
- Габышев, Михаил Прокопьевич (87) — советский государственный и общественный деятель, заместитель председателя Совета Министров Якутской АССР (1972—1984), депутат государственного собрания Республики Саха Якутии V созыва[69].
- Грей, Джеффри (57) — австралийский военный историк.
- Киль, Хайнц (73) — немецкий борец греко-римского и вольного стилей, бронзовый призёр летних Олимпийских игр (в Токио) (1964)[70].
- Коняев, Виктор Михайлович (90) — участник Великой Отечественной войны, полный кавалер ордена Славы[71].
- Куттельвашер, Хорст (78) — австрийский гребец академического стиля, бронзовый призёр чемпионата мира по академической гребле в Люцерне (1962)[72] Архивная копия от 17 апреля 2020 на Wayback Machine.
- Кхан, Мохамед (73) — египетско-британский режиссёр, участник конкурсной программы Московского международного кинофестиваля (1983, 1987)[73].
- Леви, Роберт Григорьевич (83) — советский и российский путешественник, трехкратный чемпион СССР по автомототуризму[74].
- Майо, Сусана (80) — аргентинская актриса[75].
- Марс, Форрест (84) — американский бизнесмен, совладелец семейной компании Mars Incorporated[76].
- Накамура, Хироко (72) — японская пианистка и писательница, член жюри Международного конкурса имени П. И. Чайковского (1982, 1986)[77].
- Овсийчук, Владимир Антонович (91) — советский и украинский искусствовед и художник, педагог, член Национальной академии искусств Украины[78].
- Пера, Пиа (60) — итальянская писательница и переводчик русской литературы, профессор русской литературы университета Тренто[79].
- Перлман, Самуэль (72) — американский музыкант и музыкальный продюсер (Blue Öyster Cult)[80].
- Почтарь, Василий Кириллович (90) — советский работник рыбной отрасли, бригадир рыболовецкой бригады Керченского рыбокомбината, Герой Социалистического Труда (1971)[81].
- Строганова, Марина Николаевна (81) — советский и российский почвовед и географ, дочь гидробиолога Николая Строганова[82].
- Феферман, Соломон (87) — американский математик и историк логики[83].
- Хасратов, Зардушт (22) — азербайджанский спортсмен, чемпион мира по пауэрлифтингу; сердечная недостаточность[84].
- Херманссон, Карл-Хенрик (98) — шведский политический деятель, председатель Коммунистической партии Швеции (1964—1975)[85].

## 25 июля

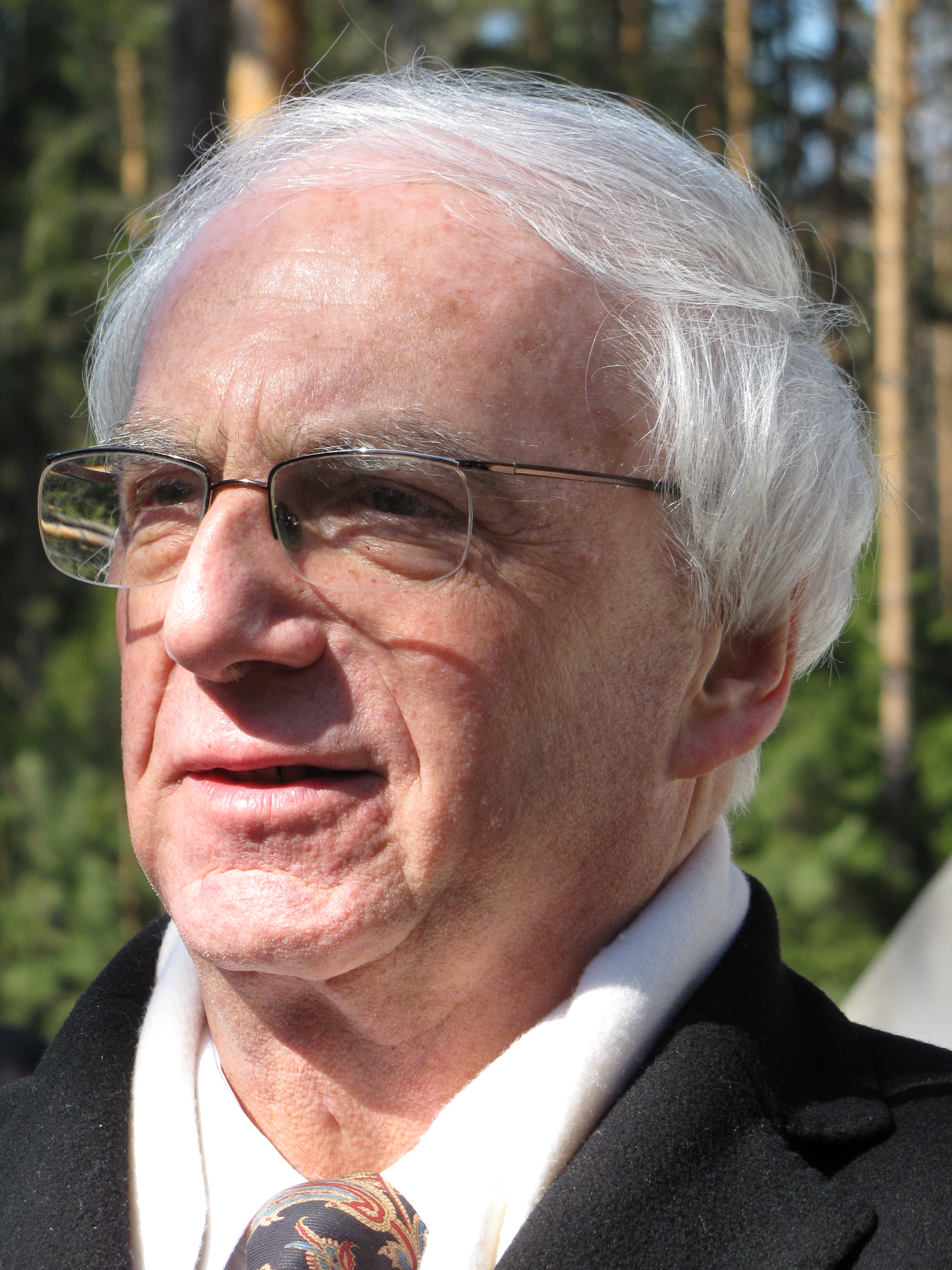
Ежи Бар

- Бар, Ежи (72) — польский дипломат, посол Польши в России (2006—2010)[86].
- Джонс, Дуайт (64) — американский баскетболист, серебряный призёр Олимпийских игр в Мюнхене (1972)[87].
- Запускалов, Игорь Викторович (58) — советский и российский офтальмолог[88].
- Иналджик, Халил (100) — турецкий историк[89].
- Клегг, Том (81) — британский режиссёр («Приключения королевского стрелка Шарпа»)[90][91].
- Коррея, Артур (66) — португальский футболист[92].
- Куне, Эрик (64) — британский архитектор, автор проекта музея Титаник Белфаст[93].
- ЛаХэй, Тим (90) — американский христианский писатель, соавтор серии романов Left Behind[94].
- Нидерландер, Джеймс (94) — американский театральный продюсер, председатель Nederlander Organization[95].
- Петерс, Ян (82) — президент Королевской футбольной ассоциации Бельгии (2001—2006), функционер УЕФА[96].
- Федышин, Николай Николаевич (52) — советский и российский художник-реставратор, сын реставратора Николая Федышина-старшего, брат реставратора Ивана Федышина[97].
- Экен, Бюлент (92) — турецкий футболист и тренер[98].

## 24 июля

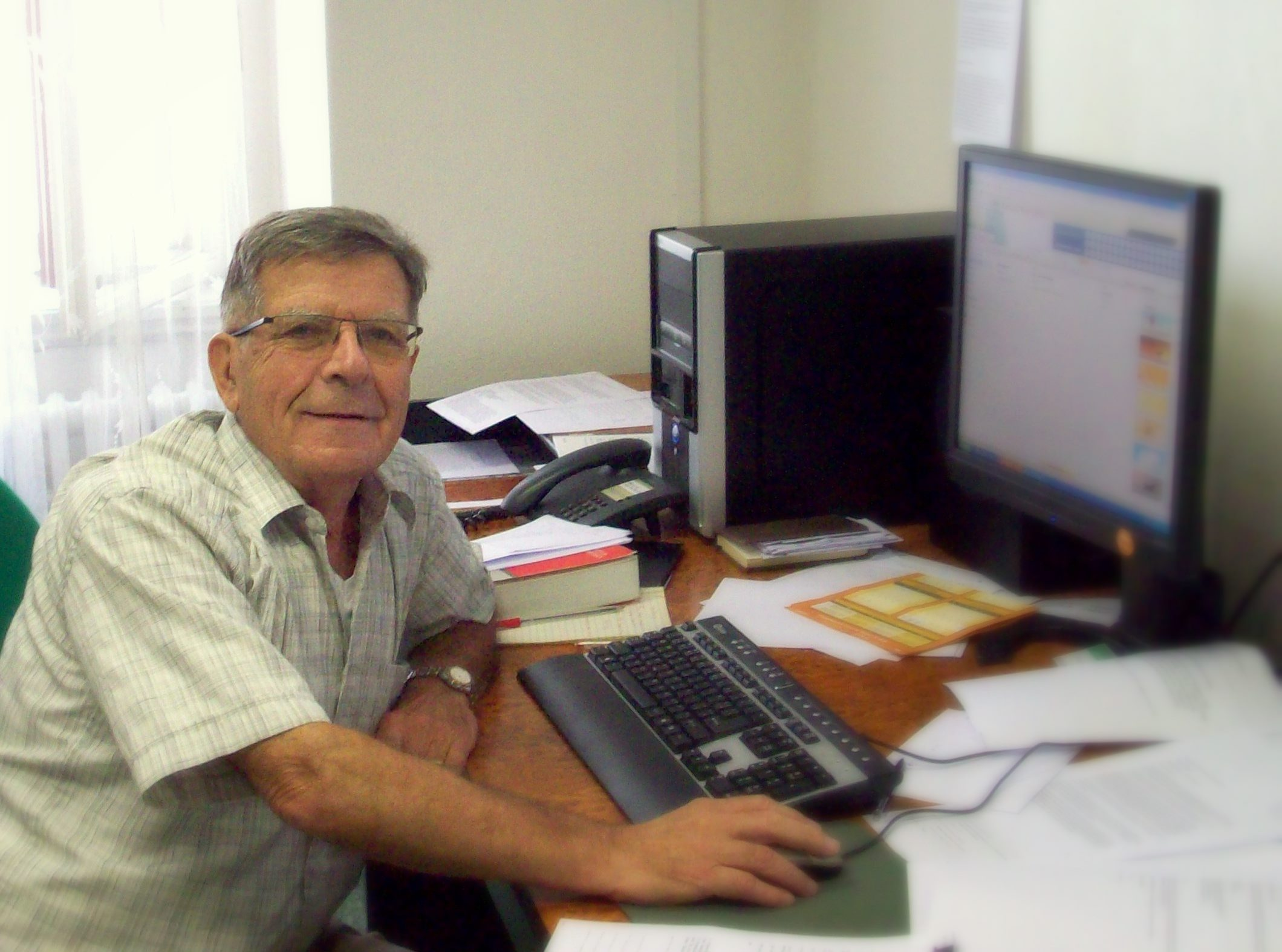
Ян Кмента

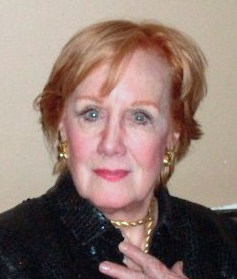
Марни Никсон

- Адам (Дубец) (89) — архиепископ Перемышльский и Новосондецкий Польской автокефальной православной церкви[99].
- Добровольская, Юлия Абрамовна (98) — советская и российская писательница, переводчик, участница гражданской войны в Испании[100].
- Мещерякова, Ольга Григорьевна (66) — советская и российская оперная певица, педагог, солистка Ставропольской краевой филармонии, народная артистка РФ (1999)[101]
- Калимулин, Тимержан Мидхатович (54) — советский и российский греко-римский борец и тренер, чемпион Европы (1986)[102].
- Кмента, Ян (88) — чешский и американский экономист[103].
- Никсон, Марни (86) — американская певица и актриса[104].
- Раш, Карем Багирович (79) — российский писатель и публицист[105].
- Сайзмор, Крис Костнер (89) — американская писательница, прототип главной героини книги и фильма «Три лица Евы»[106].
- Субтельный, Орест (75) — канадский историк украинского происхождения, автор книги «Украина: История», иностранный член Национальной академии наук Украины[107].

## 23 июля

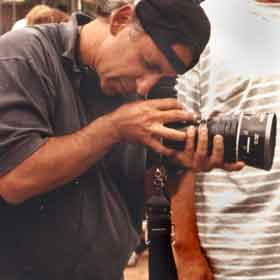
Джо Наполитано

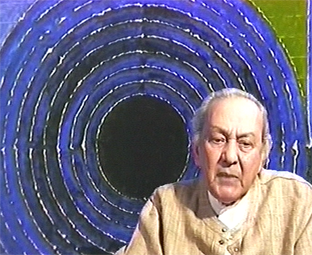
Сайед Хайдер Раза

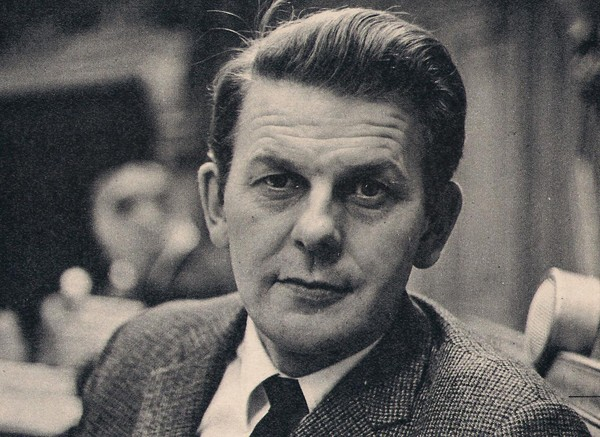
Турбьёрн Фельдин

- Баргеловский, Даниэль (83) — польский театральный режиссёр, актёр, писатель и сценарист[108].
- Бубнов, Василий Иванович (82) — советский и украинский передовик производства, заслуженный шахтёр Украины, лауреат Государственной премии в области науки и техники[109].
- Камачо, Гонсало (76) — боливийский актёр[110].
- Наполитано, Джо (67) — американский режиссёр[111][112].
- Пуева, Маргарита — болгарская художница[113].
- Раза, Сайед Хайдер (94) — индийский художник[114].
- Рикарду, Жан (84) — французский писатель и литературовед[115].
- Рогачёв, Олег (56) — советский и эстонский актёр, артист Русского драматического театра Эстонии и кино, муж актрисы Светланы Дорошенко[116].
- Стоичков, Григор (90) — болгарский политический деятель, министр транспорта Болгарии (1969—1973), министр строительства и архитектуры Болгарии (1973—1977), заместитель председателя Совета министров Болгарии (1977—1989), министр строительства и сельского хозяйства (1984—1986)[117].
- Урсатий, Георгий Антонович (80) — советский и украинский архитектор, лауреат Государственной премии Украинской ССР имени Т. Г. Шевченко (1979)[118].
- Фальк, Карл (109) — норвежский бизнесмен, на момент смерти — старейший мужчина Норвегии[119].
- Фельдин, Турбьёрн (90) — шведский государственный деятель, премьер-министр Швеции (1976—1978, 1979—1982)[120].
- Шевцов, Виталий Евгеньевич (64) — советский и российский писатель, руководитель Балтийской писательской организации (2007—2016)[121].
- Шульпеков, Николай Алексеевич (69) — советский и российский хормейстер, педагог, заслуженный деятель искусств Российской Федерации[122].

## 22 июля

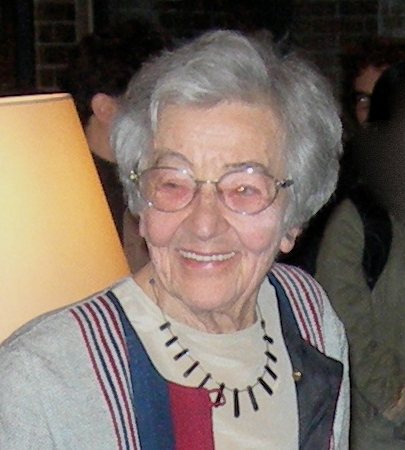
Урсула Франклин

- Архипова, Галина Очировна (72) — советская и российская спортсменка по стрельбе из лука, абсолютная чемпионка СССР, заслуженный работник физической культуры и спорта Российской Федерации, мастер спорта международного класса[123].
- Грин, Деннис (67) — американский футбольный тренер; сердечный приступ[124].
- Дэвид Красивый Белоголовый Орлан (97) — американский киноактёр и каскадёр, вождь индейского племени лакота, участник Второй мировой войны[125].
- Дюфур, Бернар (93) — французский художник[126].
- Елагин, Алексей Илларионович (93) — советский военачальник, начальник Научно-исследовательского института Генерального штаба Министерства обороны СССР (1976—1988), лауреат Государственной премии СССР, кандидат военных наук, генерал-майор в отставке[127].
- Слепцов, Платон Алексеевич (58) — советский и российский якутский учёный, кандидат исторических наук, старший научный сотрудник Института языка, литературы и истории Якутского научного центра Сибирского отделения Российской академии наук (1985—1993)[128].
- Туркка, Йоуко (74) — финский режиссёр и театральный деятель; профессор Театральной академии Финляндии[129].
- Франклин, Урсула (94) — канадский учёный (металлурия, физика) преподаватель и общественный деятель[130].

## 21 июля

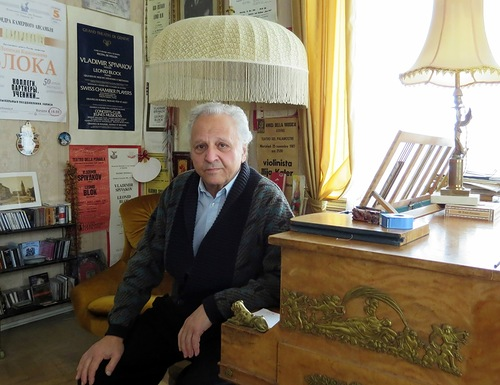
Леонид Блок

- Блок, Леонид Кононович (79) — советский и российский пианист, профессор, заслуженный артист РСФСР (1989)[131].
- Годман, Роже (94) — французский математик[132].
- Крыжановский, Виктор Владимирович (66) — украинский художник; убит[133].
- Погоновский, Иво (94) — польский писатель-историк и изобретатель[134].
- Рыкунов, Николай — российский литературный критик[135].
- Сачков, Сергей Николаевич (61) — советский и российский художник[136].
- Стайнберг, Луи (82) — американский музыкант (Booker T. & the M.G.'s)[137].
- Та Мок (90) — государственный деятель Демократической Кампучии, один из руководителей Красных кхмеров. «Брат номер четыре»[138].
- Тэрнер, Молли (93) — американская телевизионная журналистка, трёхкратный лауреат премии Эмми[139].

## 20 июля

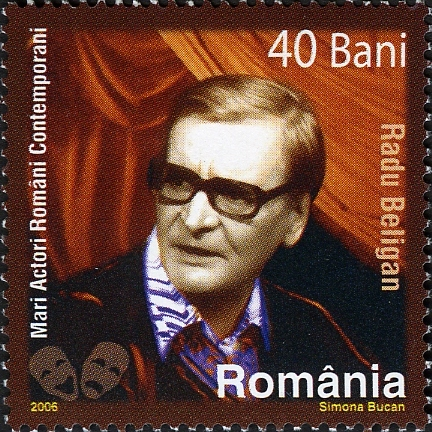
Раду Белиган

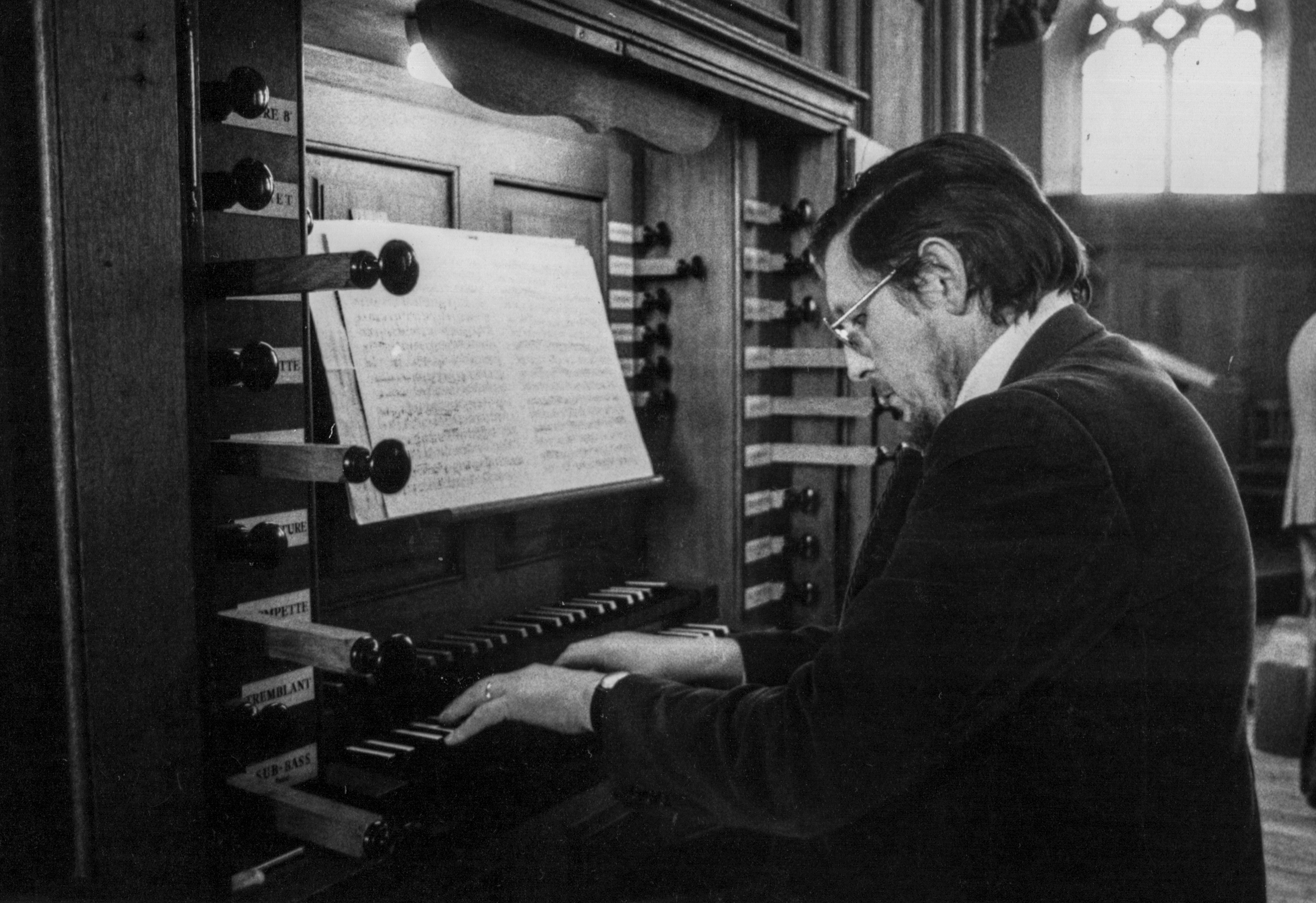
Андре Изуар

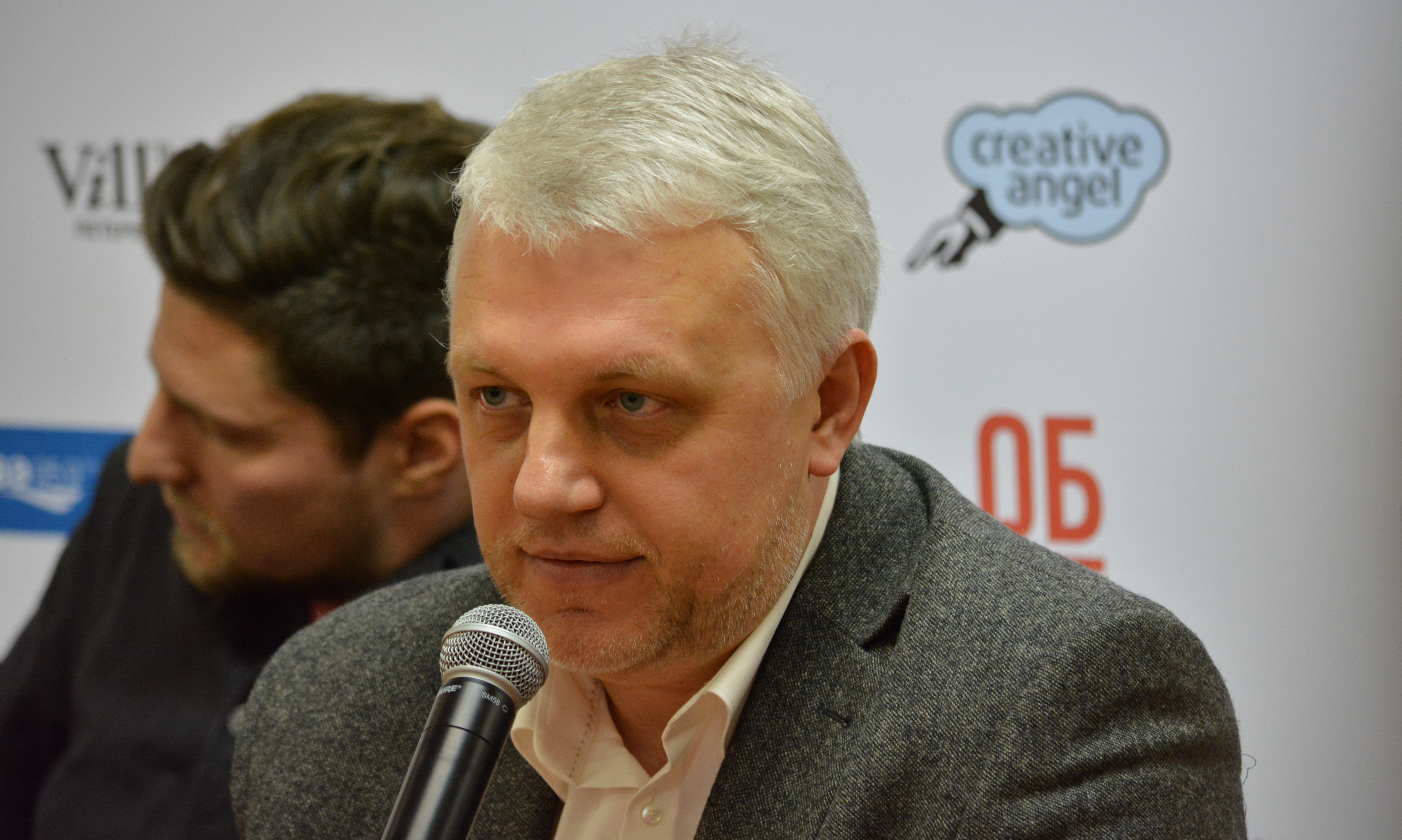
Павел Шеремет

- Алимбаев, Берик Каримович (79) — советский и киргизский артист балета и балетмейстер, солист балета Киргизского театра оперы и балета имени А. Малдыбаева, заслуженный артист Киргизской ССР[140].
- Арно, Доминик (60) — французский шоссейный велогонщик[141].
- Бакеев, Николай Филиппович (83) — советский и российский химик, академик РАН (1992)[142].
- Белиган, Раду (97) — румынский театральный актёр[143].
- Гейнс, Уильям (82) — американский журналист, лауреат Пулитцеровской премии (1976, 1988)[144] Архивная копия от 13 апреля 2020 на Wayback Machine.
- Жарков, Александр Сергеевич (68) — российский химик, член-корреспондент РАН (2006), генеральный директор-генеральный конструктор ФНПЦ «Алтай»[145].
- Изуар, Андре (81) — французский органист[146].
- Кери, Дьёрдь (66) — венгерский биохимик[147].
- Кузнецов, Александр Николаевич (92) — советский организатор металлургической промышленности, директор Красноярского металлургического завода (1966—1997), Герой Социалистического Труда (1983)[148].
- Матиевич, Эгон (94) — американский химик[149].
- Обухова, Людмила Филипповна (77) — советский и российский учёный в области психологии, доктор психологических наук, профессор МГУ и МГППУ, заведующая кафедрой возрастной психологии факультета психологии образования Московского городского психолого-педагогического университета (с 1999 г.)[150].
- Одоевский, Влодзимеж (86) — польский писатель[151].
- Поюровский, Борис Михайлович (82) — советский театральный критик и педагог, кандидат искусствоведения (1982)[152].
- Сакович, Владимир Петрович (74) — советский и российский врач-нейрохирург, заслуженный врач Российской Федерации (2003)[153].
- Смит, Энтони (76) — британский историк-социолог, один из основателей междисциплинарного направления исследований национализма[154].
- Шахид, Мохаммед (56) — индийский хоккеист на траве, чемпион летних Олимпийских игр в Москве (1980)[155].
- Шеремет, Павел Григорьевич (44) — российский, белорусский и украинский тележурналист; погиб в результате взрыва автомобиля[156].

## 19 июля

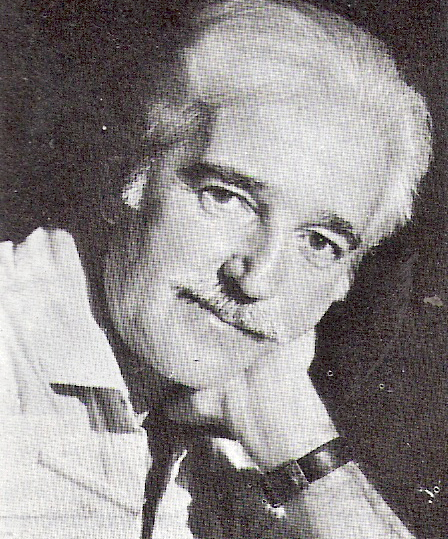
Карлос Горостиса

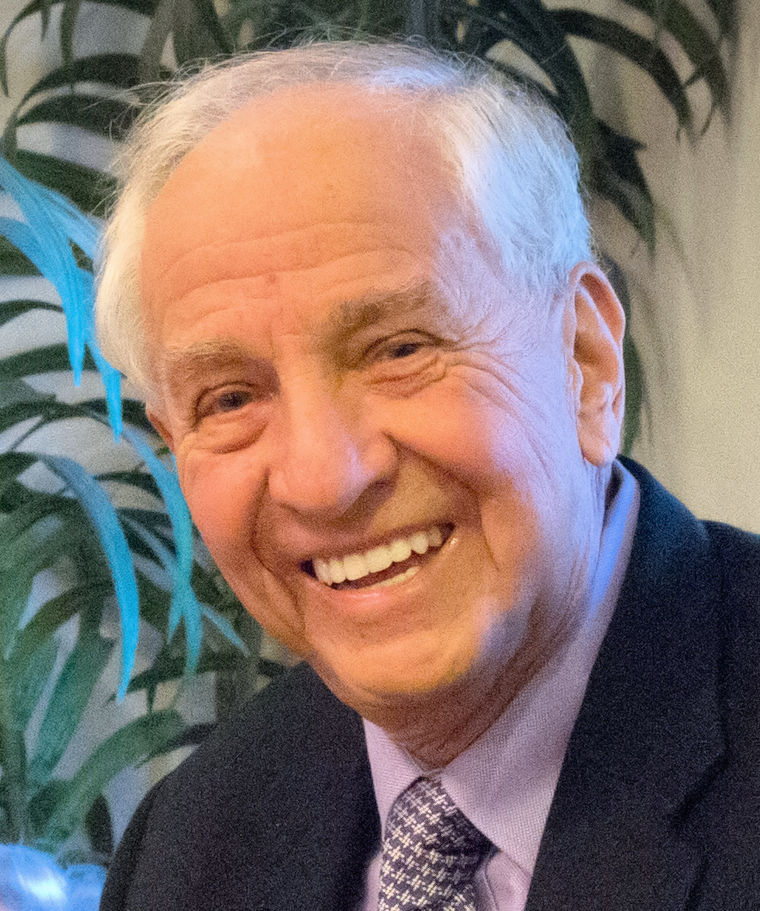
Гарри Маршалл

- Африкян, Эврик Гегамович (91) — советский и армянский микробиолог, доктор биологических наук, профессор, академик Национальной академии наук Армении, заслуженный деятель науки Республики Армения[157].
- Гей, Лиза (81) — американская актриса, певица и танцовщица[158].
- Горостиса, Карлос (96) — аргентинский писатель[159].
- Дегтярёв, Дмитрий Михайлович (67) — советский и российский теннисист и тренер, заслуженный тренер России[160].
- Кожух, Александр Емельянович (85) — советский и украинский тренер по плаванию, заслуженный тренер Украинской ССР (1963), заслуженный тренер СССР (1966)[161].
- Кондрашов, Иван Алексеевич (81) — советский и российский лыжник и тренер по лыжным гонкам и лыжному двоеборью, заслуженный тренер СССР[162].
- Маргелов, Александр Васильевич (70) — полковник ВДВ, Герой Российской Федерации (1996), сын Василия Маргелова[163].
- Маршалл, Гарри (81) — американский кинорежиссёр, актёр, мастер дубляжа, сценарист и продюсер; осложнения после пневмонии[164].
- Монти, Альдо (87) — мексиканский актёр («Узы любви», «Между любовью и ненавистью») и режиссёр итальянского происхождения[165].
- Нурпеисов, Азамат (27) — казахстанский боксёр и кикбоксер, мастер спорта по боксу, мастер спорта международного класса по кикбоксингу[166].
- Ованнес, Давид (71) — армянский поэт и переводчик[167].
- Папулов, Юрий Григорьевич (81) — советский и российский химик, общественный деятель, педагог, заслуженный деятель науки Российской Федерации (1994)[168].
- Шомло, Тамаш (68) — венгерский рок-музыкант, участник групп Omega и Locomotiv GT[169].
- Эрнандес, Кармен (85) — испанская католическая церковная деятельница, соосновательница Неокатехумената[170].

## 18 июля

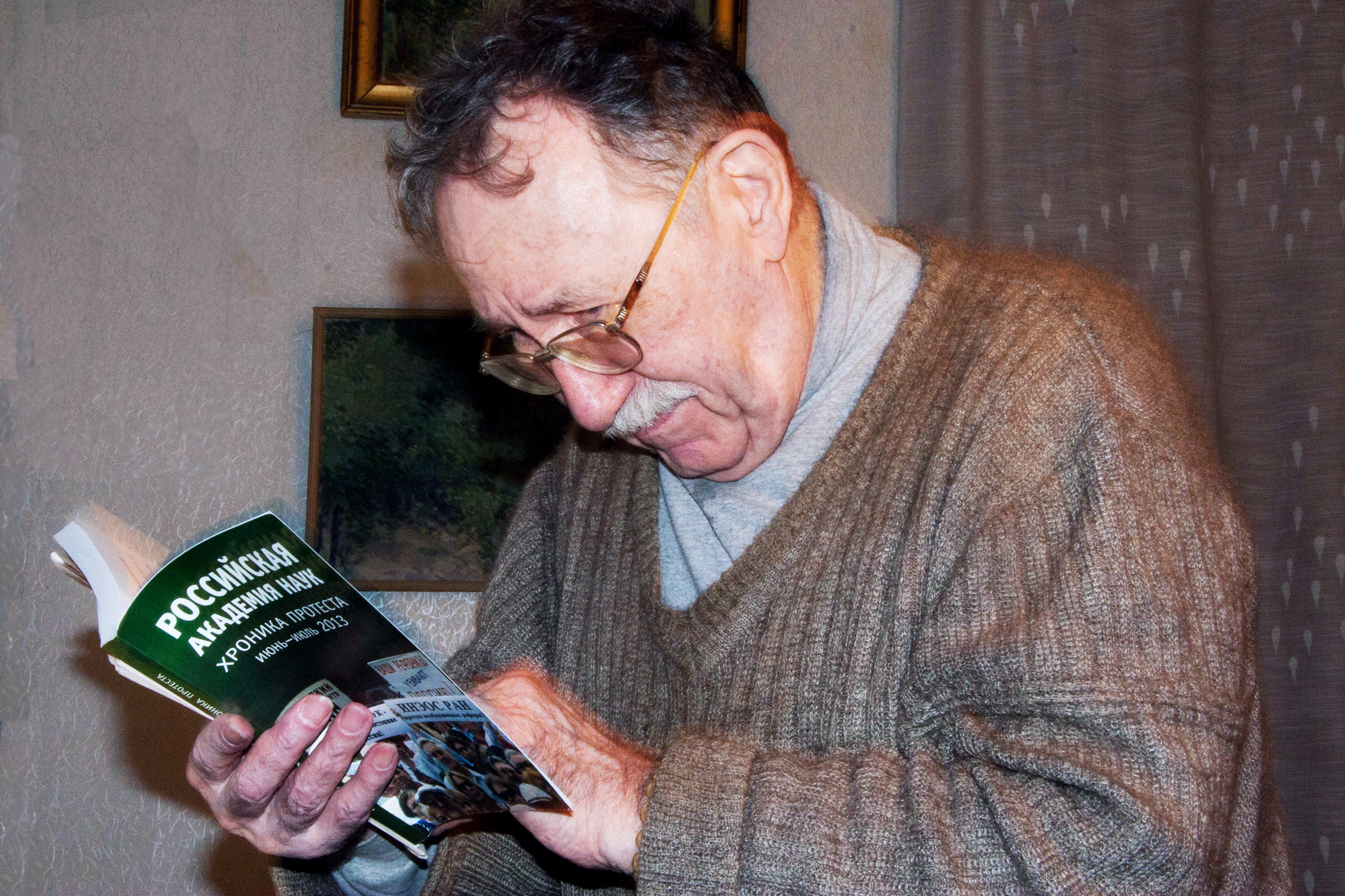
Павел Кожин

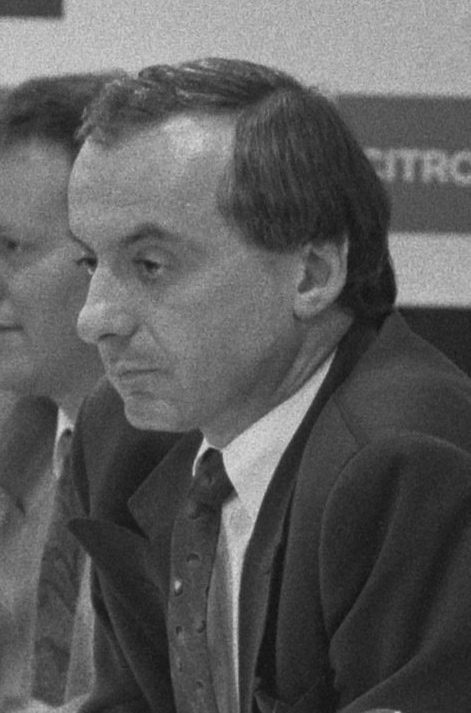
Юри Коронелл

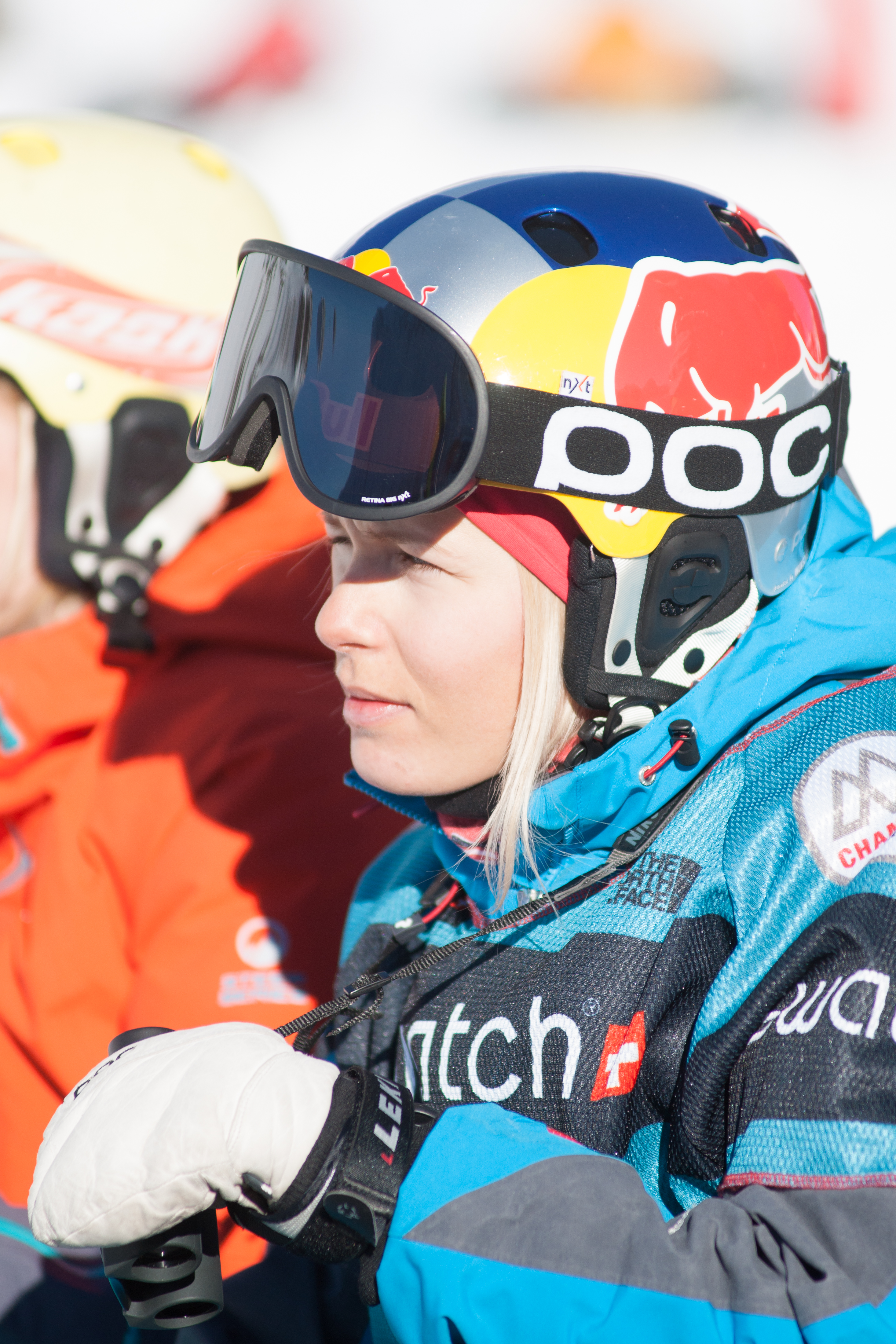
Матильда Рапопорт

- Ампова, Антоанета (Тони Ампова) (?) — болгарская эстрадная певица, выступала в дуэте с мужем Кирилом Амповым[171].
- Антош-Козлов, Вадим (61 или 62) — белорусский поэт, художник и поэт-песенник (о смерти стало известно в этот день)[172].
- Билли Нейм (76) — американский фотограф[173].
- Британс, Янис (86) — советский и латвийский журналист, заслуженный работник культуры Латвийской ССР (1974), председатель Союза журналистов Латвийской ССР (1977—1989), заместитель председателя Президиума Верховного Совета Латвийской ССР[174].
- Векслер Дину, Меди (107) — румынская художница[175].
- Выходцев, Сергей Владимирович (47) — предприниматель, создатель брендов Invite, «Быстров» и Velle[176].
- Дорошенко, Светлана (61) — советская и эстонская актриса театра и кино, артистка Русского театра Эстонии, жена актёра Олега Рогачёва[177].
- Карчмарек, Агата (52) — польская гимнастка и легкоатлетка, бронзовый призёр чемпионата мира по лёгкой атлетике в помещении в Париже (1997)[178].
- Кожин, Павел Михайлович (81) — советский и российский историк, религиовед и археолог[179].
- Коронел, Юри (69) — нидерландский предприниматель, юрист и спортивный функционер[180].
- Лукас, Хайнц (95) — немецкий футболист, тренер[181].
- Мессмер, Николай Геранимович (61) — католический епископ, иезуит, ординарий апостольской администратуры Киргизии (c 2006 года), брат Отто Мессмера[182].
- Мубарак Бегум (80) — индийская певица[183].
- Нельсон, Долливер (84) — гренадский юрист, председатель Международного трибунала ООН по морскому праву (2002—2005)[184].
- Рапапорт, Матильда (30) — шведская горнолыжница, победительница Freeride World Tour (2013); погибла при сходе лавины[185].
- Стилинович, Младен (69) — хорватский художник-концептуалист[186].
- Украинский, Александр Викторович (64) — советский и российский композитор, заслуженный работник культуры Российской Федерации[187].
- Эверс-Эмден, Блюм (90) — нидерландский еврейский учитель и детский психолог, исследовавший феномен «спрятанных детей» во время Второй мировой войны[188].

## 17 июля

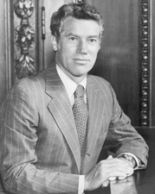
Уэнделл Андерсен

- Андерсон, Уэнделл (83) — американский хоккеист, серебряный призёр зимних Олимпийских игр в Кортина-д’Ампеццо (1956), государственный деятель, губернатор Миннесоты (1971—1976)[189].
- Басин, Пётр Леопольдович (93) — участник Великой Отечественной войны, кавалер ордена Красной Звезды[190]..
- Джонсон, Пол (81) — американский хоккеист, чемпион зимних Олимпийских игр в Скво-Вэлли (1960)[191].
- Кардан, Карлос (83) — мексиканский актёр («Я покупаю эту женщину», «Таковы эти женщины», «Огонь в крови»)[192].
- Пакстон, Гэри (77) — американский музыкальный продюсер и автор песен, лауреат премии «Грэмми» (1965, 1975)[193].
- Случанко, Павел Иванович (73) — советский и российский театральный актёр (Волгоградский ТЮЗ и Наш Дом), заслуженный работник культуры РФ, директор театра драмы и комедии «Наш дом» (1986—2009)[194].
- Трапезников, Виктор Александрович (89) — советский и российский физик, директор Физико-технического института Уральского отделения Российской академии наук (1983—1989), лауреат Государственной премии СССР (1985), заслуженный деятель науки и техники РФ (1995)[195].
- Феррейра, Сержиу (81) — бразильский врач и фармаколог, открывший фактор потенцирования брадикинина (ФПБ), что привело к использованию ингибиторов АПФ[196].
- Чупахина, Кима Александровна (92) — советская театральная актриса (Московский государственный камерный театр) и артистка эстрады (www.kino-teatr.ru).

## 16 июля

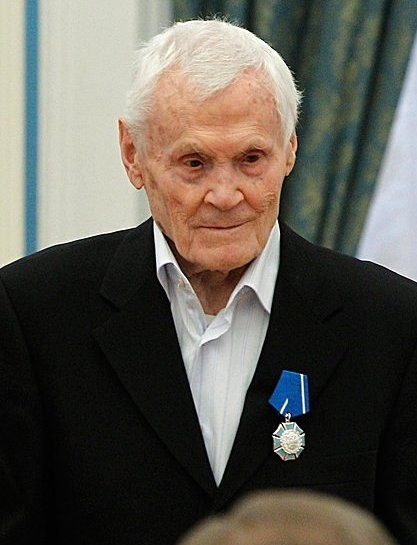
Вадим Гиппенрейтер

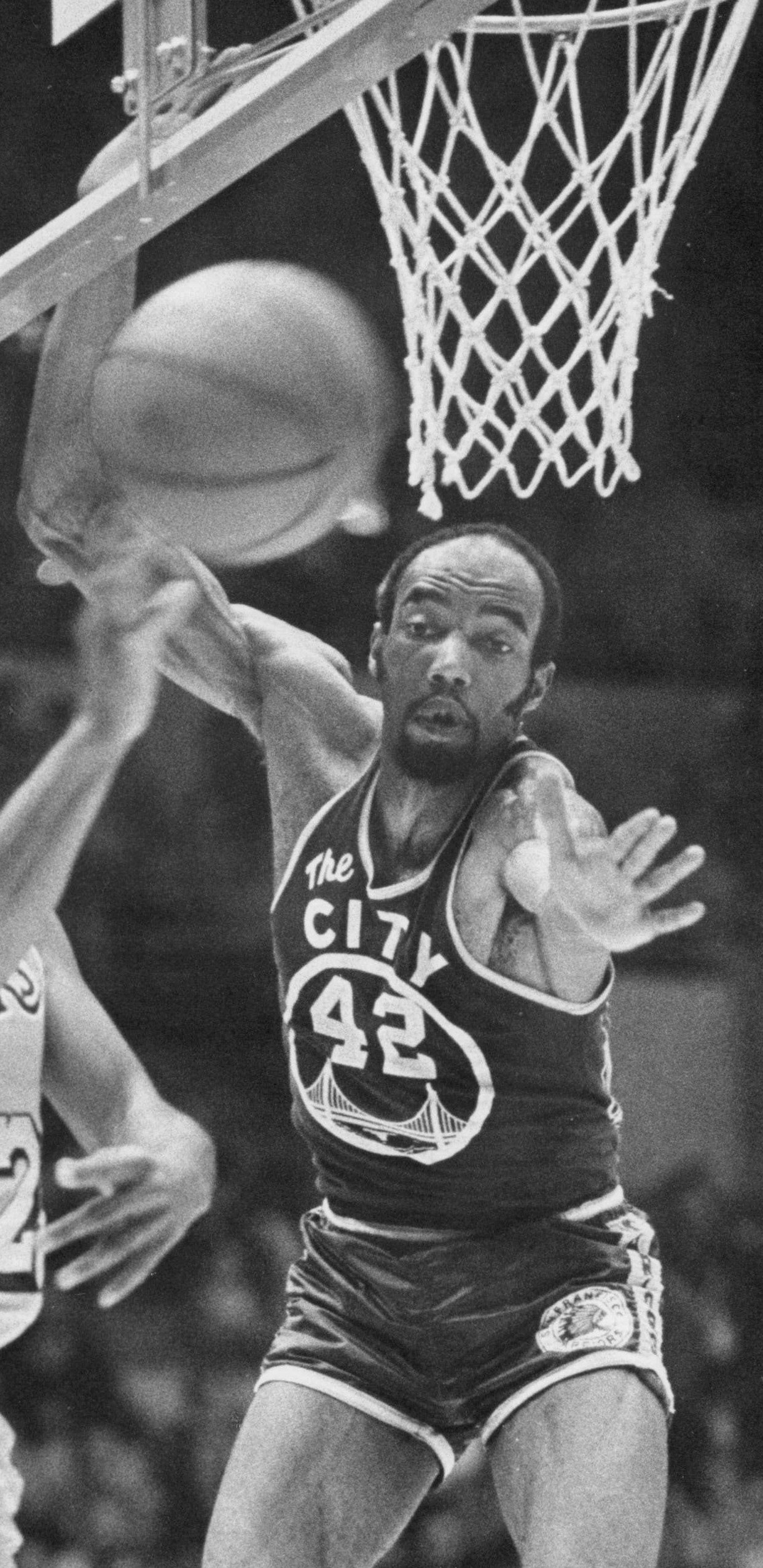
Нейт Термонд

- Браун, Бонни (77) — американская кантри-певица, участница вокального трио семьи Браунов[197].
- Вега, Алан (78) — американский рок-музыкант, солист протопанк-группы Suicide[198].
- Гиппенрейтер, Вадим Евгеньевич (99) — советский и российский фотограф-пейзажист, двоюродный брат и первый муж психолога Юлии Гиппенрейтер; многократный чемпион СССР по горным лыжам и слалому, тренер по горным лыжам[199].
- Джунтини, Алехандро (49) — аргентинский футболист, («Бока Хуниорс»), обладатель Золотого Кубка[200].
- Ибрагимов, Исмаил Али оглы (100) — советский и азербайджанский учёный в области управления и информатики, государственный деятель, Герой Социалистического Труда (1986), действительный член НАНА, лауреат Государственной премии СССР (1982)[201].
- Карон, Рено (90) — канадский актёр[202].
- Кудинов, Александр Степанович (81) — советский и российский тренер по греко-римской борьбе, заслуженный тренер России[203].
- Морган, Роберт (90) — американский политический деятель, сенатор США (1975—1981)
- Найн, Карлос (72) — аргентинский художник[204].
- Пайлоу, Эвелин (92) — канадский эколог, специалист в области математической экологии[205].
- Раухфусс, Петер (71) — германский гандболист[206].
- Рейна, Анибаль (79) — чилийский актёр, рак[207].
- Ритвельд, Хьюго (84) — нидерландский кристаллограф, разработавший метод Ритвельда[208].
- Сыроквашко, Олег Михайлович (54) — советский футболист, вратарь брестского «Динамо» (1981—1988 и 1989), минского «Динамо» (1988)[209].
- Термонд, Нейт (74) — американский баскетболист[210].
- Уильямсон, Клод (89) — американский джазовый пианист[211].
- Уока, Казимерас Косто (65) — литовский политический деятель, член Саюдиса, народный депутат СССР[212].
- Халисдемир, Омер (42) — турецкий военный[213].
- Шапиро, Залман (96) — американский химик и изобретатель[214].
- Эралиев, Суюнбай (94) — киргизский советский поэт, народный поэт Киргизской ССР (1974), герой Кыргызской Республики (2006)[215].

## 15 июля

Георгий Дмитриев

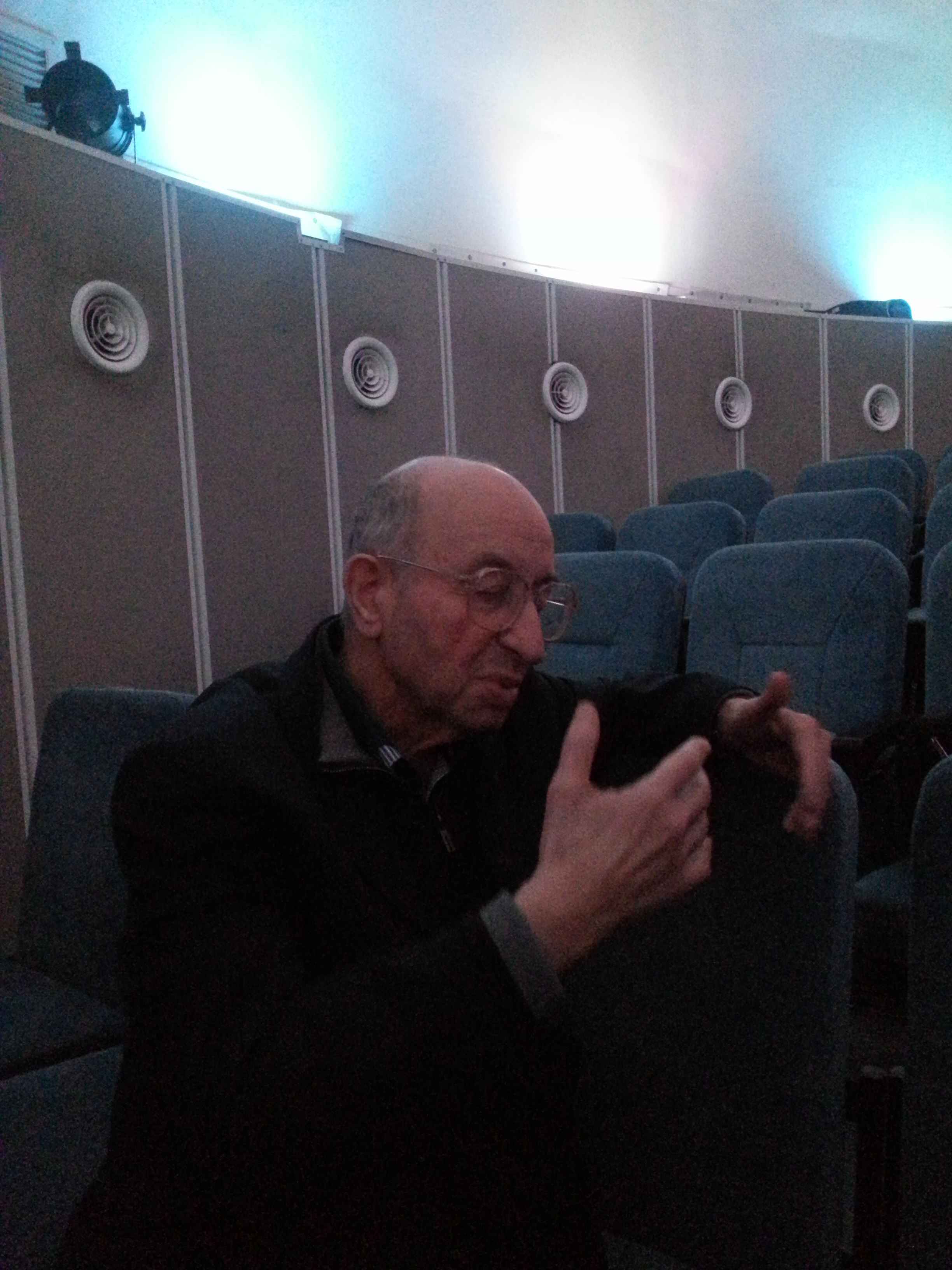
Борис Комберг

- Балоч, Кандил (26) — пакистанская певица, актриса и медиа-деятель; убита[216].
- Барнет, Фрэнк (82) — американский государственный деятель, губернатор Американского Самоа (1976—1977)[217].
- Берник, Янез (82) — словенский художник-график[218].
- Бутаков, Геннадий Михайлович (74) — советский и российский журналист, редактор, краевед, главный редактор газеты «Восточно-Сибирская правда» (1986—2004), почётный гражданин Иркутска (2002)[219].
- Бейли, Хелен (51) — британская писательница; убита (тело найдено этот день)[220].
- Вагин, Владимир Геннадьевич (70) — советский и российский тяжелоатлет и тренер, мастер спорта СССР международного класса (1971), заслуженный тренер России (2004)[221].
- Георгиев, Христо (76) — болгарский писатель, музыкант и общественный деятель[222].
- Дмитриев, Георгий Петрович (73) — советский и российский композитор, заслуженный деятель искусств России (2003)[223].
- Кейс, Карл (69) — американский экономист, соавтор индекса Кейса-Шиллера[224].
- Комберг, Борис Валентинович (81) — советский и российский астрофизик, доктор физико-математических наук, заведующий лабораторией теоретического отдела АКЦ ФИАН[225].
- Ланина, Зинаида Георгиевна (89) — советский и российский врач-кардиоревматолог, народный врач СССР .
- Ненова, Нинель Тодоровна (87) — грузинский сценарист и кинорежиссёр, заслуженный деятель искусств Грузинской ССР (1976)[226].
- Пеннер, Стенфорд Соломон (95) — американский учёный и инженер[227] Архивная копия от 2 января 2018 на Wayback Machine.
- Перегрин Николас Элиот, 10-й граф Сент-Джерманс (75) — британский аристократ, граф Сент-Джерманс (1988—2016)[228]
- Смирнов, Николай Анатольевич — советский и узбекский режиссёр-мультипликатор киностудии «Узбекфильм»[229].
- Соколов, Виталий Николаевич (82) — советский и российский чувашский поэт и журналист[230].
- Солтан, Пётр Семёнович (85) — советский и молдавский математик, писатель, общественный деятель, действительный член Академии наук Республики Молдова[231].
- Стонкинг, Билли Маршалл (68) — австралийский поэт и драматург[232].
- Феррари, Жилберто Жозе (79) — бразильский футболист[233].

## 14 июля

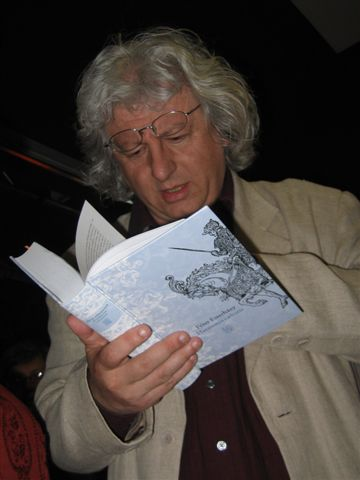
Петер Эстерхази

- Бенитес, Элена (102) — филиппинский политик и общественный деятель[234].
- Бергрен, Эрик (62) — американский сценарист, номинант на кинопремию «Оскар» (1981) («Человек-слон»)[235].
- Булель, Мохамед Лауэеж (31) — тунисский террорист, исполнитель теракта в Ницце; убит[236].
- Гэй, Лиза (81) — американская актриса, певица и танцовщица[158][237].
- Лопес, Атилио (91) — парагвайский футболист, игрок национальной сборной, участник чемпионата мира (1950), чемпион Южной Америки (1953)[238].
- Пелед, Исраэль (94) — израильский государственный деятель, мэр Рамат-Гана (1969—1983)[239].
- Ширай, Евгений Викторович (68) — советский и украинский архитектор, главный архитектор Полтавской области (1991—2008), автор герба и флага Полтавской области[240].
- Эстерхази, Петер (66) — венгерский писатель, внук премьер-министра Венгрии Морица Эстерхази[241].

## 13 июля

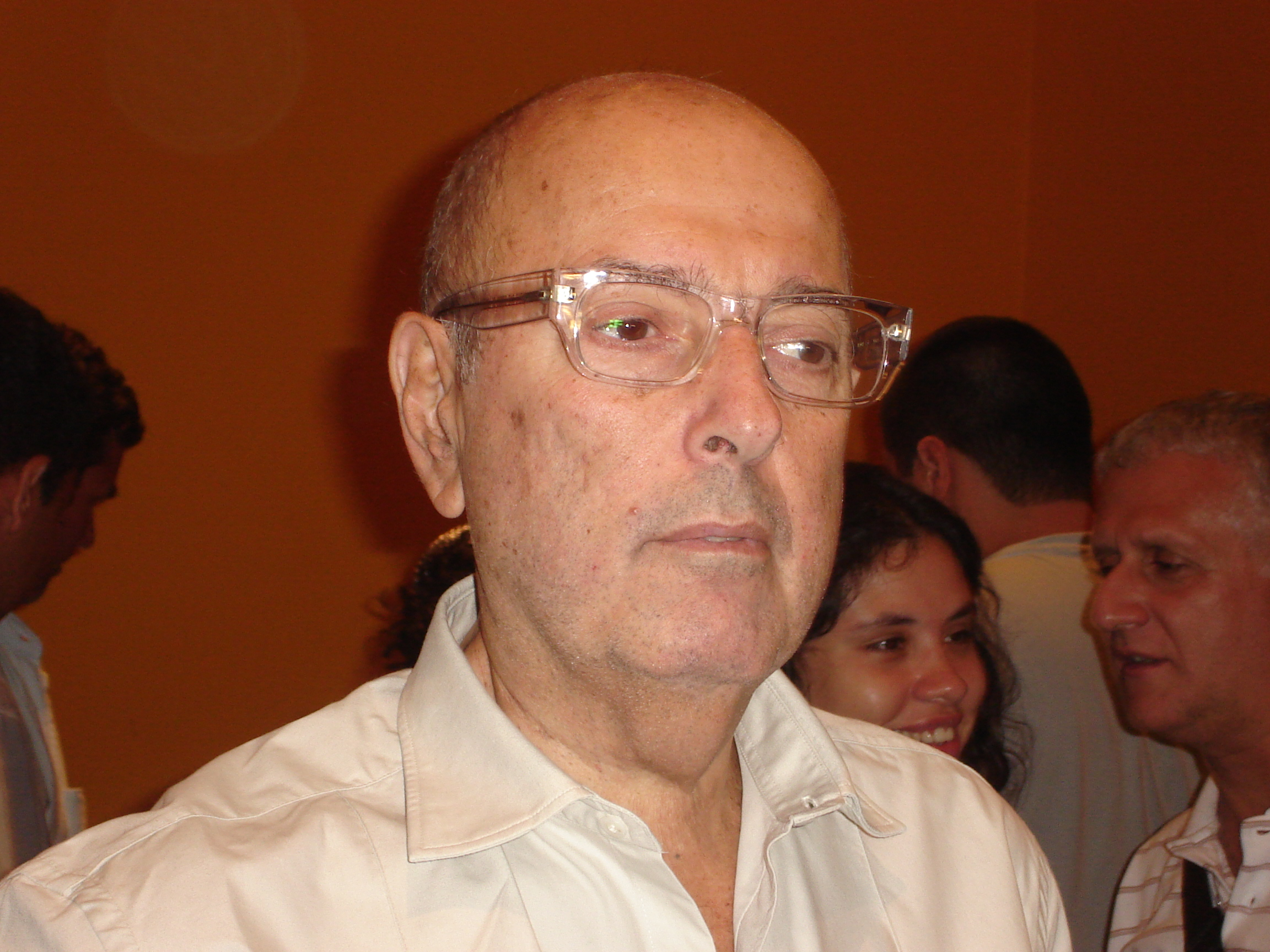
Эктор Бабенко

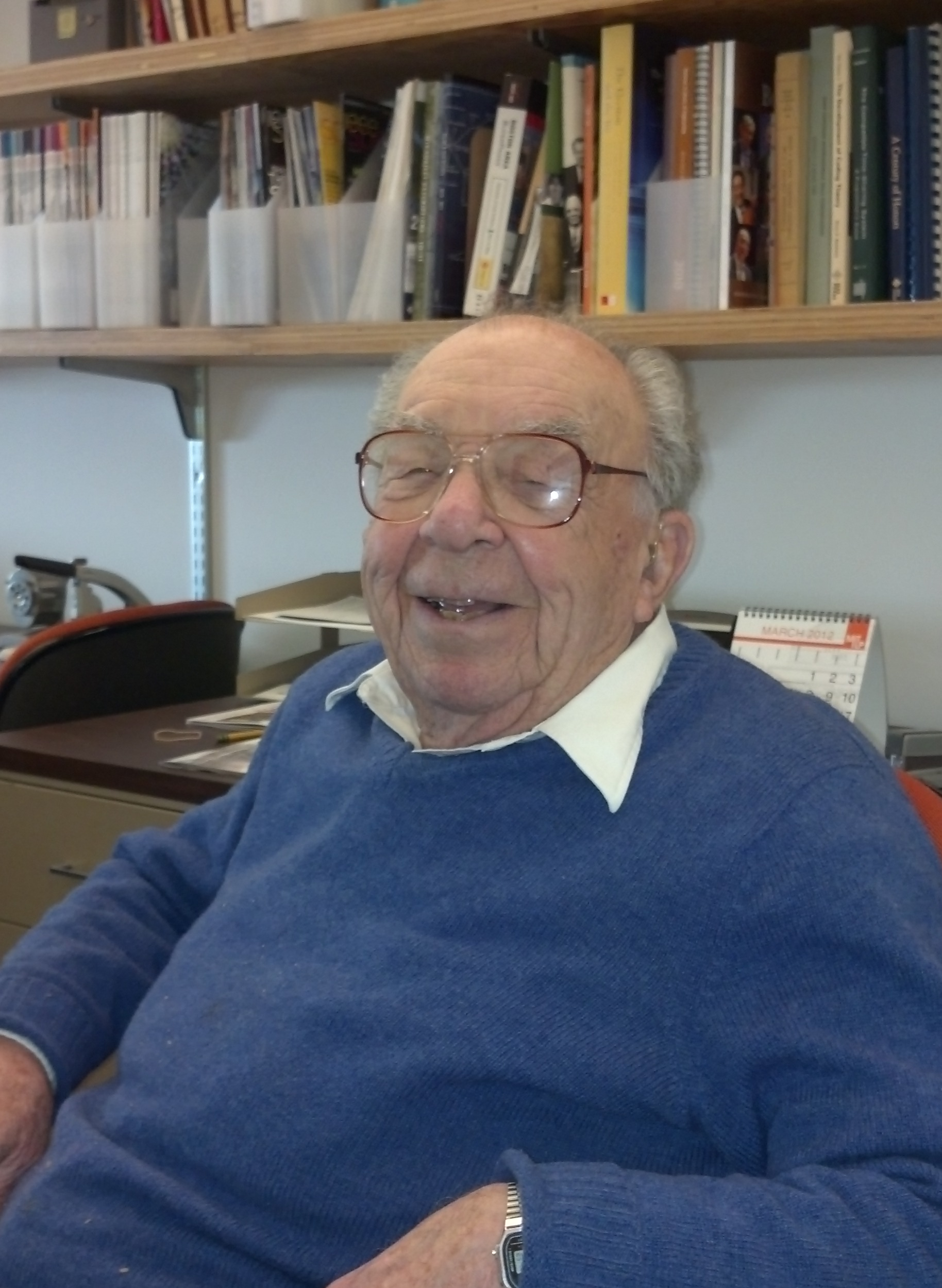
Роберт Фано

- Антипов, Борис Фёдорович (85) — советский и российский инженер-металлург, изобретатель, главный инженер Выксунского металлургического завода, лауреат Государственной премии СССР, заслуженный металлург Российской Федерации[242].
- Бабенко, Эктор (70) — бразильский кинорежиссёр, сценарист, продюсер и актёр еврейского происхождения[243].
- Батирашвили, Тархан Темурович (30) — один из лидеров и «военный министр» террористической группировки «Исламское государство»[244] (о смерти объявлено в этот день).
- Бяков, Василий Васильевич (83) — советский и российский художник[245].
- Зобнин, Юрий Владимирович (50) — российский филолог, литературовед[246].
- Козлов, Евгений Григорьевич — советский и российский тренер по горнолыжному спорту, заслуженный тренер Российской Федерации[247].
- Корецкий, Александр Владимирович (76) — российский учёный-механик[248].
- Кузьминский, Марчин (52) — польский актёр театра и кино[249].
- Мосси, Хафса — бурундийский государственный деятель, министр региональной интеграции; убита[250].
- Нгуен Тхи Чу (123) — старейшая неверифицированная жительница планеты (? см здесь), гражданка Вьетнама[251].
- Провенцано, Бернардо (83) — итальянский криминальный авторитет, босс сицилийской мафии[252].
- Сартбаев, Максут Калкабаевич (78) — советский и киргизский геолог, лауреат Государственной премии Республики Кыргызстан[253].
- Си, Каролин (82) — американская писательница[254].
- Стит, Демонтез (27) — американский баскетболист[255].
- Фано, Роберт (98) — итальяно-американский учёный, профессор-эмерит факультетов электротехники и компьютерных наук в Массачусетском технологическом институте[256].
- Харрис, Холлис (84) — американский предприниматель, генеральный директор Continental Airlines (1990—1991) и Air Canada (1992—1996)[257].
- Цонев, Кирияк — болгарский дипломат и арабист, посол Болгарии в Алжире и Мавритании[258].
- Янг, Стив — американский музыкант (MARRS)[259].

## 12 июля

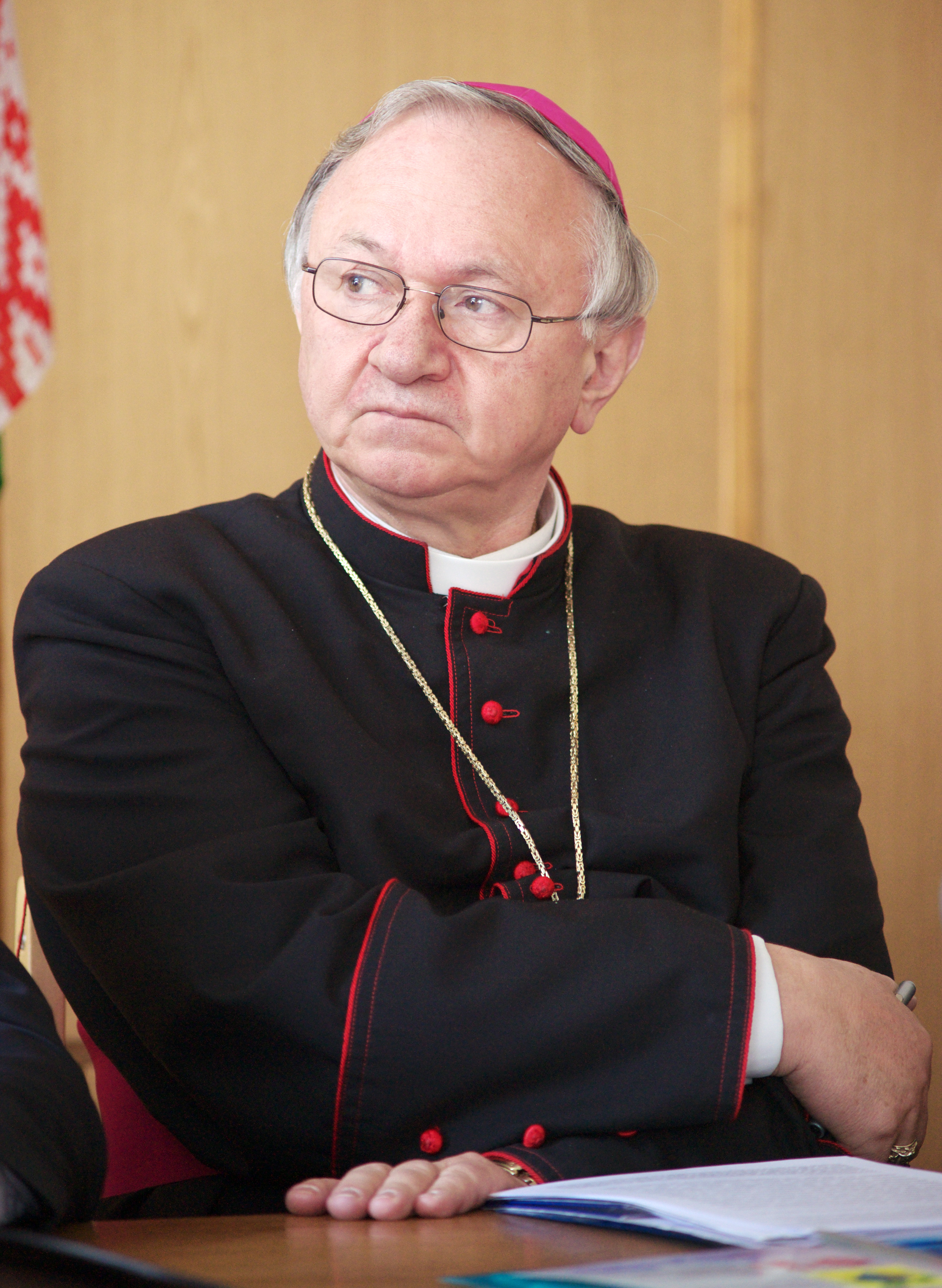
Зигмунт Зимовский

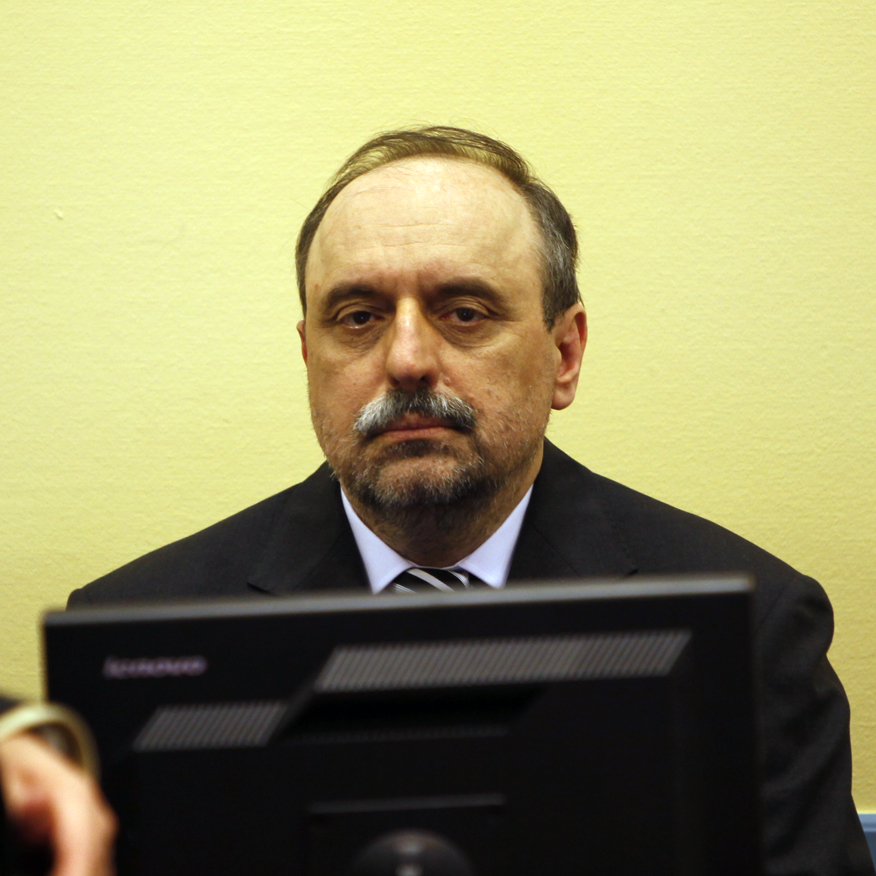
Горан Хаджич

- Амурри, Лоренцо (45) — итальянский писатель, лауреат литературной премии Европейского Союза (2015)[260].
- Антич, Джозеф (85) — индийский спортсмен по хоккею на траве, серебряный призёр летних Олимпийских игр в Риме (1960)[261].
- Байррос, Луиза Элена де (63) — бразильская политическая деятельница, главный министр секретариата по вопросам политики расового равенства Бразилии (2011—2014)[262] Архивная копия от 26 июля 2018 на Wayback Machine.
- Берри, Ллойд (89) — канадский актёр[263][264].
- Вюр, Пауль (89) — немецкий писатель, лауреат премии Петрарки (1990)[265].
- Гласс, Саймон (90) — американский актёр[266].
- Горбунов, Владимир Николаевич (68) — советский футболист[267].
- Зимовский, Зигмунт (67) — польский прелат, председатель Папского Совета по Пастырскому попечению о работниках здравоохранения (с 2009 года)[268].
- Златопольский, Вячеслав (36) — российский кинорежиссёр[269].
- Кадибагамаев, Амирбек Алиевич (77 или 78) — советский и российский дагестанский писатель и журналист, партийный и общественный деятель, педагог, учёный-филолог[270].
- Панков, Жак (93) — американский инженер, физик и изобретатель, пионер создания ранних транзисторов и светодиодов[271].
- Паули, Виктор Карлович (65) — советский и российский организатор энергетической промышленности, лауреат Премии Правительства РФ в области науки и техники[272].
- Рюкль, Антонин (83) — чешский астроном, впервые отметивший на карте Луны в 1972 году озеро Удовольствия, озеро Одиночества и озеро Забвения[273].
- Смит, Грег (84) — американский хоровой дирижёр и композитор[274].
- Спигин, Николай Андреевич (79) — советский и российский тренер, заслуженный тренер РСФСР по стрельбе и биатлону[275].
- Хаджич, Горан (57) — хорватский политик сербского происхождения, президент Республики Сербская Краина (1992—1994)[276].
- Чеснокова, Галина Александровна (82) — советская волейболистка, чемпионка Европы и СССР (1963), игрок сборной СССР по волейболу, вдова волейболиста и тренера Юрия Чеснокова[277].
- Эргуэзи, Маля Абу Бакыр (Маля Бакыр) — иракский курдский писатель и переводчик[278].

## 11 июля

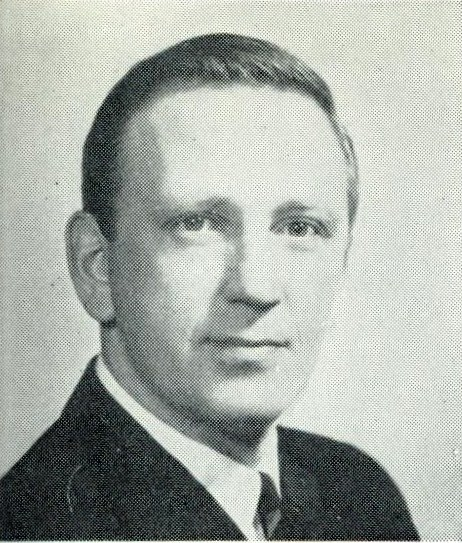
Джон Брадемас

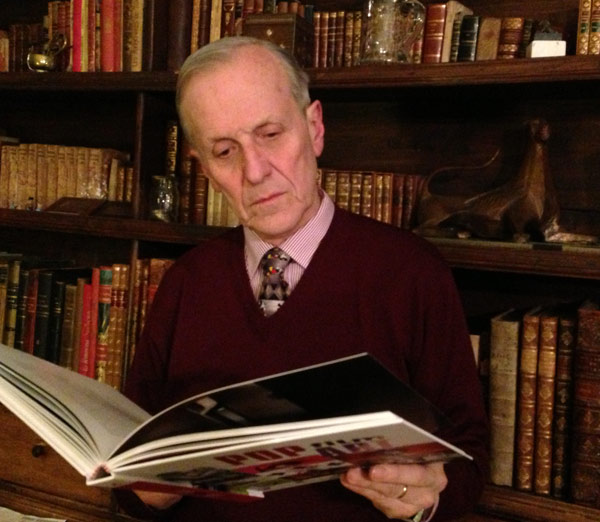
Коррадо Фарина

- Баринов, Андрей Иванович (66) — советский и российский скульптор, основатель музея «Вальдавский замок»[279].
- Брадемас, Джон (89) — американский политический деятель, член Палаты представителей США (1959—1981), президент Нью-Йоркского университета (1981—1991)[280].
- Загайнов, Олег Евлампиевич (?) — советский и российский боксёр, тренер и судья по боксу, заслуженный мастер спорта СССР, заслуженный работник культуры России, капитан 2 ранга ВМФ[281].
- Ичетовкин, Юрий Евлампиевич (68) — российский актёр, артист Хабаровского краевого театра драмы, народный артист Российской Федерации (2006)[282][283].
- Коэн, Эмма (69) — испанская актриса («Дедушка»), режиссёр, сценаристка и продюсер[284].
- Лепетухин, Александр Петрович (68) — советский и российский художник, писатель и педагог, заслуженный художник Российской Федерации (2014)[285].
- Норах, Владимир Александрович (81) — советский, украинский и российский художник и скульптор[286].
- Промысловский, Михаил Борисович (78) — советский и украинский тренер по баскетболу, заслуженный тренер Украины, заслуженный работник физической культуры и спорта Украины[287].
- Свенссон, Курт (89) — шведский футболист[288].
- Фантам, Элейн (83) — британская и канадская учёная, филолог-классик, латинист, антиковед[289].
- Фарина, Коррадо (77) — итальянский кино- и телесценарист, режиссёр, писатель[290].
- Хартман, Хайдрун (73) — немецкая учёная-ботаник[291].
- Шаров, Владимир Иванович (79) — советский и российский педагог, народный учитель Российской Федерации[292].

## 10 июля

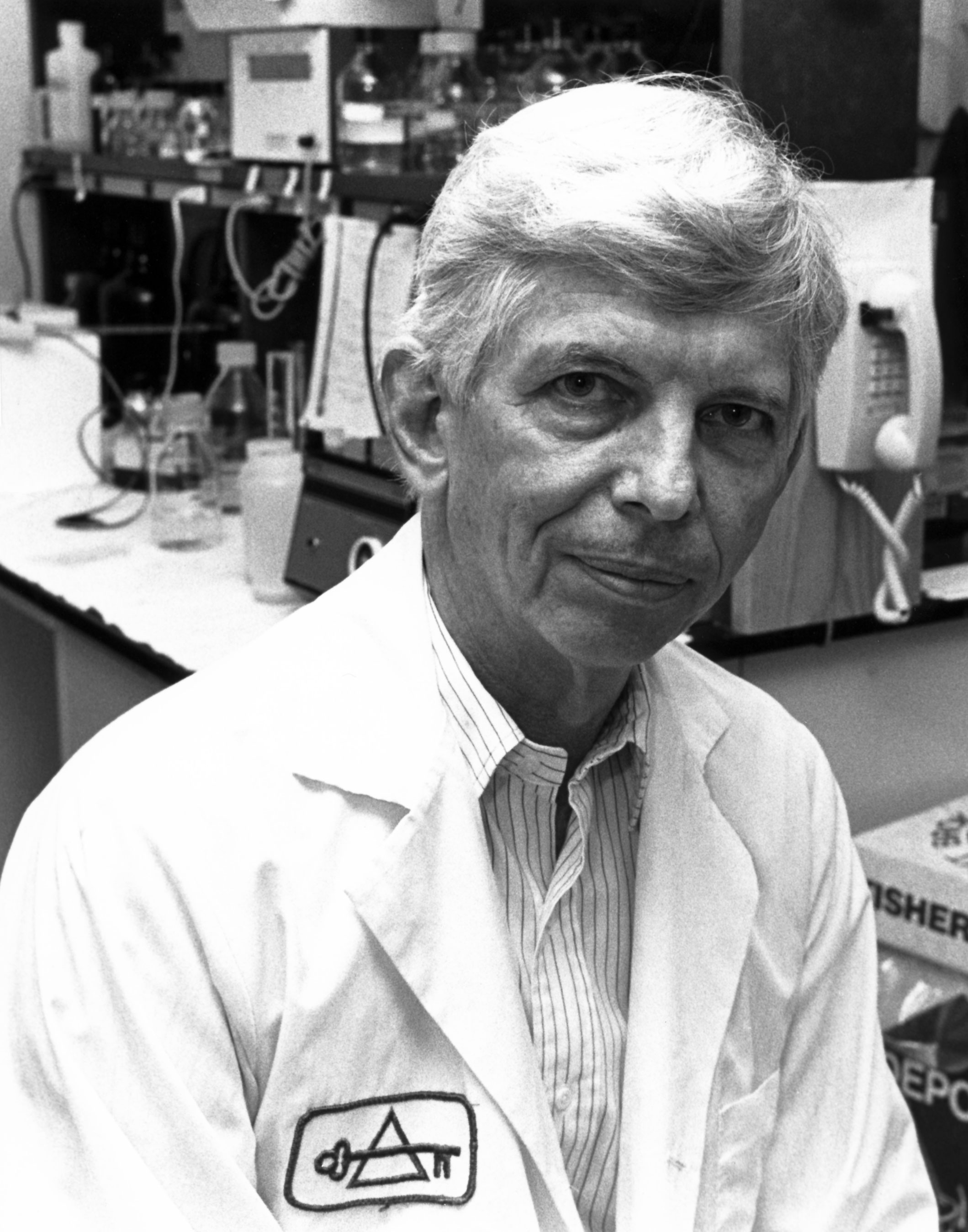
Альфред Кнудсон

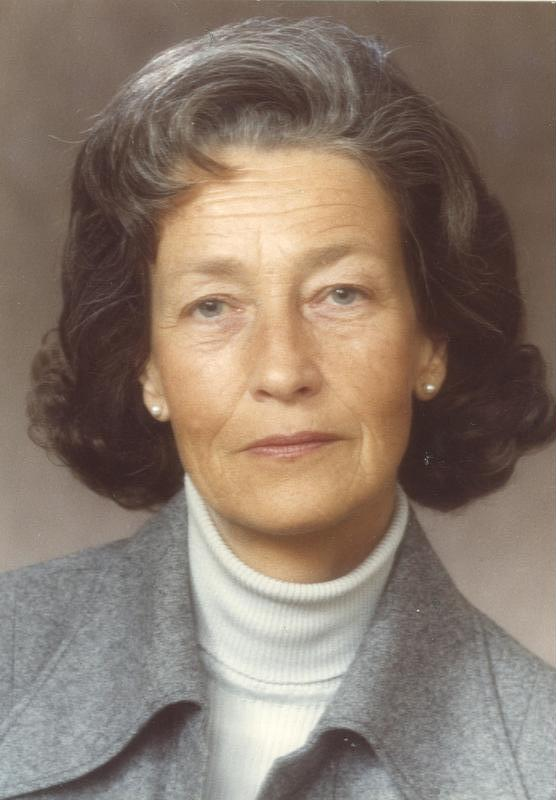
Катарина Фокке

- ван ден Увер, Франс (88) — нидерландский футболист[293].
- Друет, Чеслав (90) — польский учёный-океанолог, действительный член Польской академии наук[294].
- Е Сюаньнин (79) — китайский политик и военный деятель, генерал-лейтенант Национально-освободительной армии Китая, сын маршала Е Цзяньина[295].
- Захаров, Владимир Анисимович (84) — советский государственный и партийный деятель, председатель Сахалинского облисполкома (1979—1985)[296].
- Исаев, Анатолий Константинович (83) — советский футболист и тренер, чемпион Олимпийских игр 1956 года[297].
- Кнудсон, Альфред (93) — американский генетик, специалист по генетике рака[298].
- Манизаде, Атилла (82) — турецкий оперный певец[299].
- Монджер, Адриан (83) — австралийский гребец академического стиля, бронзовый призёр летних Олимпийских игр в Мельбурне (1956)[300].
- Нурбагандов, Магомед Нурбагандович (31) — российский сотрудник органов внутренних дел, младший лейтенант полиции, Герой Российской Федерации (2016, посмертно)[301].
- Пуппо, Хуан Карлос (81) — аргентинский актёр (Навеки Джулия, Тайна Лауры) и режиссёр[302].
- Рулёв-Хачатрян, Александр Хачатурович (76) — советский и российский писатель[303].
- Фокке, Катарина (93) — западногерманский государственный деятель, министр по делам молодёжи, семьи и здравоохранения ФРГ (1972—1976)[304].
- Хрячков, Николай Антонович (64) — российский актёр театра, артист театра «Красный факел» (1992—2016)[305].

## 9 июля

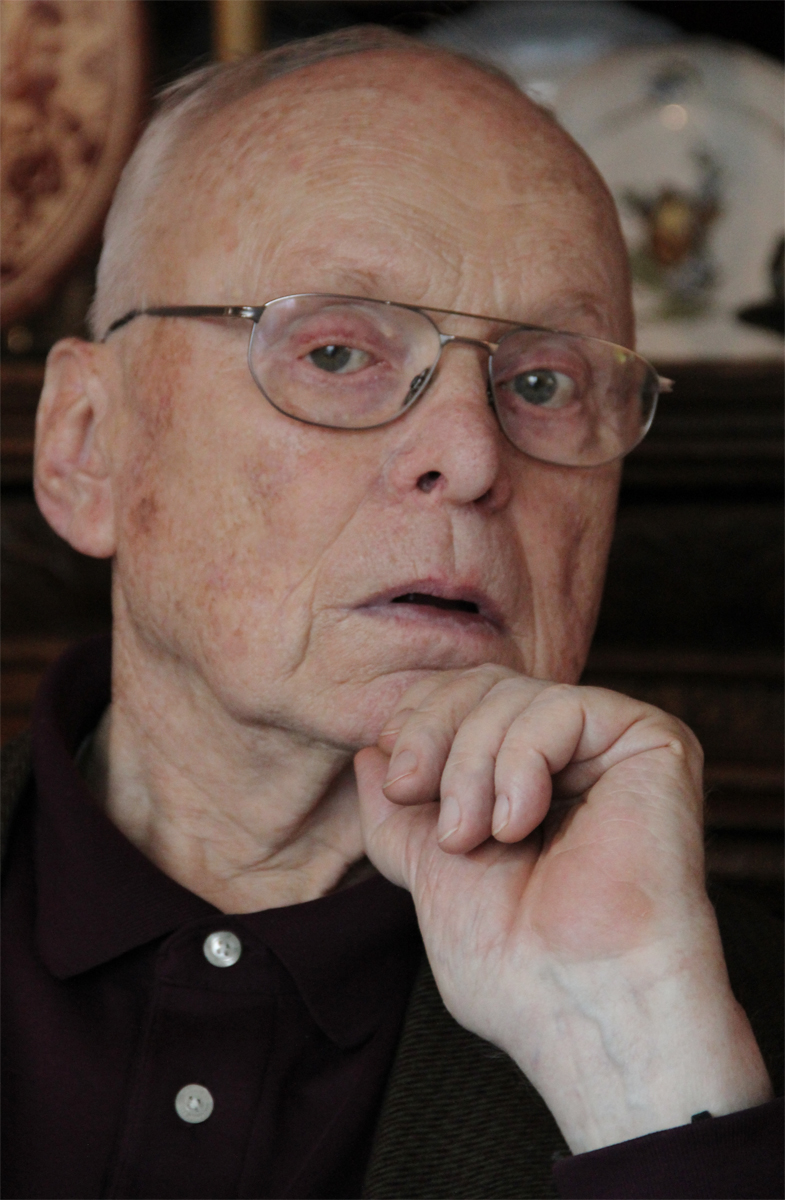
Гуго Нибелинг

- Виллинз, Мэтт (39) — американский режиссёр[306].
- Дурин, Хасан (81) — индонезийский государственный деятель, министр сельского хозяйства (1998—1999), губернатор провинции Западная Суматра (1987—1997)[307].
- Дышаленкова, Римма Андрияновна (74) — советская и российская писательница и поэтесса, журналистка, заслуженный работник культуры Российской Федерации[308].
- Кодар, Ауэзхан (57) — казахстанский поэт и переводчик[309].
- Костров, Алексей Владимирович (76) — советский и российский учёный в области вычислительной техники, профессор Владимирского государственного университета, заслуженный деятель науки Российской Федерации[310].
- Нибелинг, Гуго (85) — немецкий кинорежиссёр, номинант на премию «Оскар» за лучший документальный фильм (1963)[311].
- Ниска, Маралин (89) — американская оперная певица (сопрано)[312].
- Нойман, Манфред (75) — немецкий экономист[313].
- Понукалин, Алексей Алексеевич (78) — советский и российский социолог, доктор социологических наук, профессор, научный сотрудник Саратовского государственного технического университета имени Ю. А. Гагарина, почётный работник высшего профессионального образования РФ[314].
- Пруссаков, Валентин Анатольевич (73) — российский журналист и публицист[315]..
- Пьованелли, Сильвано (92) — итальянский кардинал, архиепископ Флоренции (1983—2001)[316].
- Руас, Мария Элина (84) — аргентинская актриса[317].
- Уилсон, Джуди (Джуди Кэнти) (84) — австралийская прыгунья в длину, участница Олимпийских игр 1948 года в Лондоне[318].
- Хупер, Глэдис (113) — британская долгожительница, самая пожилая жительница Великобритании[319].
- Шанберг, Сидни (82) — американский журналист, лауреат Пулитцеровской премии (1976)[320].
- Швингль, Фридерика (94) — австрийская каноистка, трёхкратная чемпионка мира (1949, 1951, 1953), бронзовый призёр летних Олимпийских игр в Лондоне 1948[321].

## 8 июля

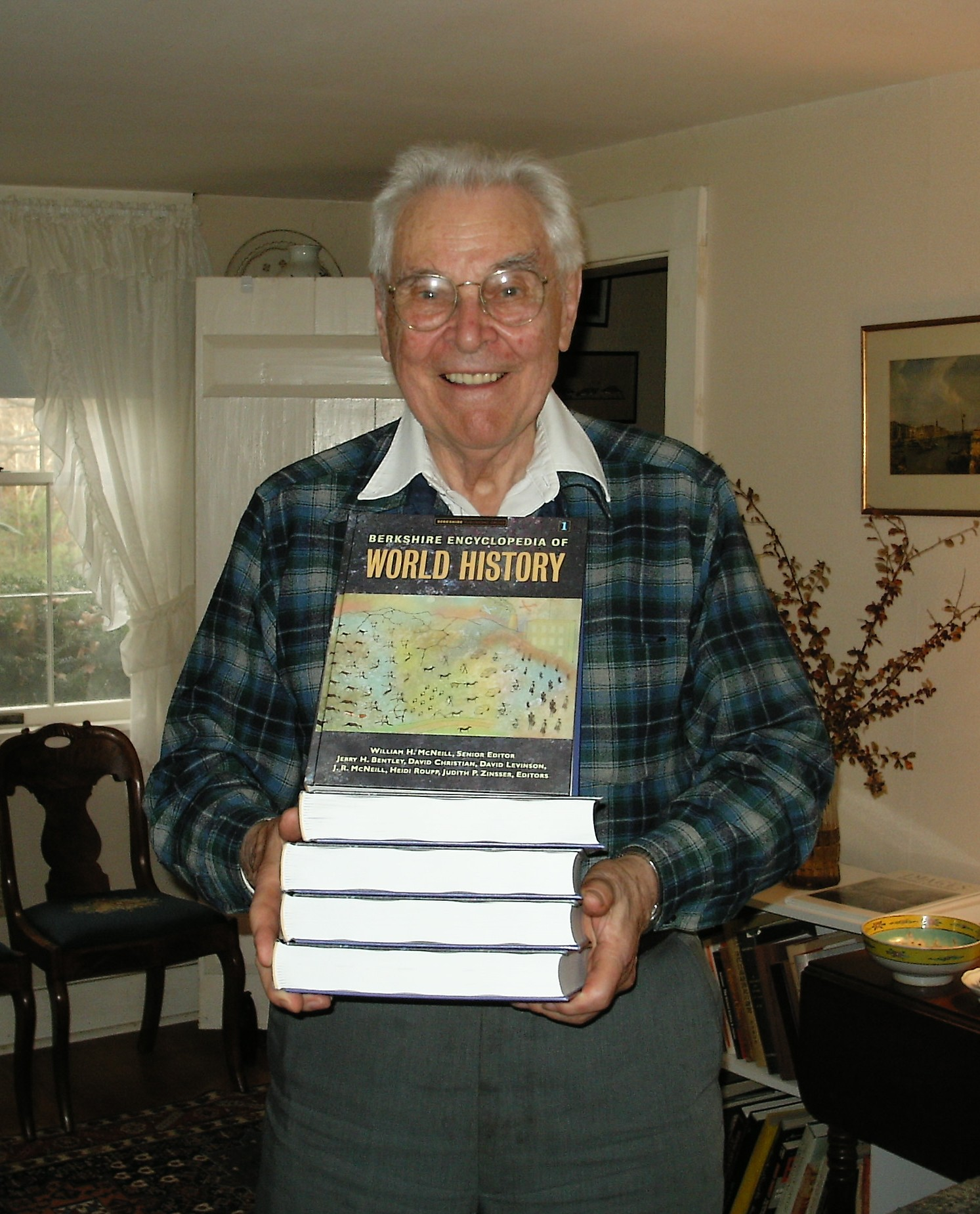
Уильям Макнилл

- Буржоа, Жерар (80) — французский композитор[322].
- Горетти, Витторио (77) — итальянский астроном и первооткрыватель астероидов, который работал в своей собственной обсерватории «Osservatorio Astronomico di Pianoro»[323].
- Дидух, Владимир Евгеньевич (79) — советский и украинский певец, лауреат Государственной премии УССР имени Т. Г. Шевченко (1985), народный артист Украинской ССР (1987)[324].
- Лаплейс, Хуан Пабло (48) — аргентинский режиссёр-постановщик, сценарист и продюсер[325].
- Линстоун, Гарольд (92) — немецкий и американский математик[326].
- Лукас, Уильям (91) — британский актёр[327].
- Ляпин, Александр Фёдорович (80) — советский и российский композитор[328].
- Макнилл, Уильям (98) — американский учёный в области транснациональной истории, писатель[329].
- Михельсон, Голди (113) — старейшая верифицированная жительница США, старейшая верифицированная уроженка Российской империи[330].
- Монгуно, Шеттима Али (95) — нигерийский государственный деятель, министр обороны Нигерии (1965—1966)[331].
- Нейп, Джефри (65) — государственный деятель Папуа — Новой Гвинеи, временный генерал-губернатор (2004, 2010)[332].
- Райффа, Говард (92) — американский математик и экономист, соавтор идеи Сопряжённого априорного распределения, первый директор Международного института прикладного системного анализа[333].
- Резников, Михаил Леонтьевич (85) — первый президент баскетбольной команды ЦСКА[334].
- Руффио, Жак (87) — французский кинорежиссёр и сценарист[335].
- Саватий (Козко) (72) — архиерей Русской православной старообрядческой церкви, архиепископ Киевский и всея Украины (с 2005 года)[336].
- Садыхов, Камиль Исмаил оглы (89) — советский и азербайджанский химик, доктор технических наук, действительный член НАНА[337].
- Троепольский, Владимир Владимирович (61) — российский журналист и медиаменеджер, генеральный директор и президент телеканала «2x2» (1991—1997), генеральный директор «НТВ-Плюс» (1997—1998), «Пятого канала» (2008—2009)[338].
- Хабибуллин, Ряфагать Махмутович (51) — российский военный лётчик, командир 55-го отдельного вертолётного полка армейской авиации Южного военного округа, участник военной операции в Сирии, Герой Российской Федерации (посмертно); погиб[339].
- Эдхи, Абдул Саттар (88) — пакистанский филантроп, глава Фонда Эдхи, лауреат международной Ленинской премии «За укрепление мира между народами» (1988) и Премии Бальцана (2000)[340].

## 7 июля

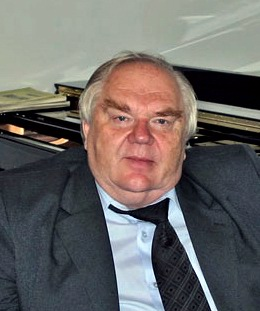
Анатолий Скрипай

- Агостинаккио, Хуан Карлос (?) — аргентинский актёр[341].
- Бональди, Бруно (71) — итальянский горнолыжник, чемпион мира по ски-альпинизму (1975)[342].
- Боумен, Салли (71) — британская писательница[343].
- Гордейчук, Екатерина Ильинична (65) — украинский передовик сельского хозяйства, доярка акционерного общества «Широкое», Симферопольский район Крыма, Герой Украины (1999)[344].
- Григоренко, Семён Васильевич (100) — участник Великой Отечественной войны, Герой Российской Федерации (1994)[345].
- Даниил (Соколов) (42) — игумен Русской православной церкви, настоятель Свято-Троицкого Данилова монастыря в Переславле-Залесском[346].
- Каран, Гильерми (58) — бразильский актёр кино и телевидения[347].
- Манчинелли, Лаура (82) — итальянская писательница, переводчик, германист, медиевист[348][349].
- Молотков, Сергей Петрович — советский и российский геолог, кандидат геолого-минералогических наук, заслуженный геолог Российской Федерации[350].
- Потеев, Александр Николаевич (64) — российский перебежчик, бывший полковник Службы внешней разведки России[351].
- Ривз, Анита (67) — ирландская актриса театра и кино; рак[352].
- Самотос, Иван Михайлович (82) — украинский скульптор и педагог[353].
- Скрипай, Анатолий Александрович (72) — советский и российский пианист, педагог, профессор, заслуженный артист Российской Федерации, ректор Саратовской государственной консерватории имени Л. В. Собинова (1997—2008)[354].
- Тхаркахо, Юнус Аубович (87) — советский и российский адыгейский филолог, профессор, доктор филологических наук[355].
- Фомин, Геннадий Семёнович (77) — советский и российский тренер по баскетболу, судья международной категории, заслуженный тренер РСФСР[356][357].
- Эй, Рокусукэ (83) — японский композитор и поэт[358].

## 6 июля

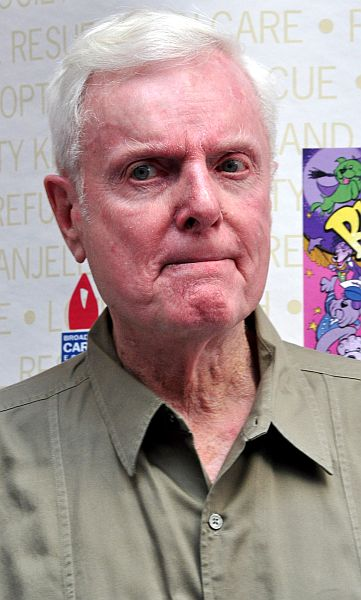
Джон Макмартин

- Бароха, Николай Федорович (89) — советский и российский художник-монументалист[359].
- Бехарано, Армандо (100) — мексиканский государственный деятель, губернатор штата Морелос (1976—1982)[360].
- Канаева, Кира Константиновна (88) — советская актриса театра и кино, лауреат Сталинской премии[361]
- Каржасов, Кабдыл-Галым Насырович (62) — советский и казахстанский художник, академик Академии художеств Казахстана[362].
- Колони, Мишель Луи (88) — католический прелат, архиепископ Дижона (1982—2004)[363].
- Макмартин, Джон (86) — американский актёр[364].
- Озеров, Руслан Павлович (90) — российский физик, лауреат Государственной премии СССР.
- Орамас, Фернандо (91) — колумбийский художник[365].
- Смит, Дэнни (67) — американский музыкант, барабанщик The Box Tops[366].
- Шерен, Тургай (84) — турецкий футболист, игравший на позиции вратаря в команде «Галатасарай» (1947—1967) и национальной сборной[367].
- Шинкафи, Умари (79) — нигерийский государственный деятель, министр внутренних дел (1975—1979)[368].

## 5 июля

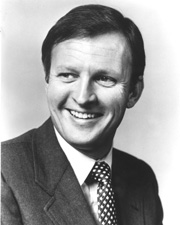
Уильям Армстронг

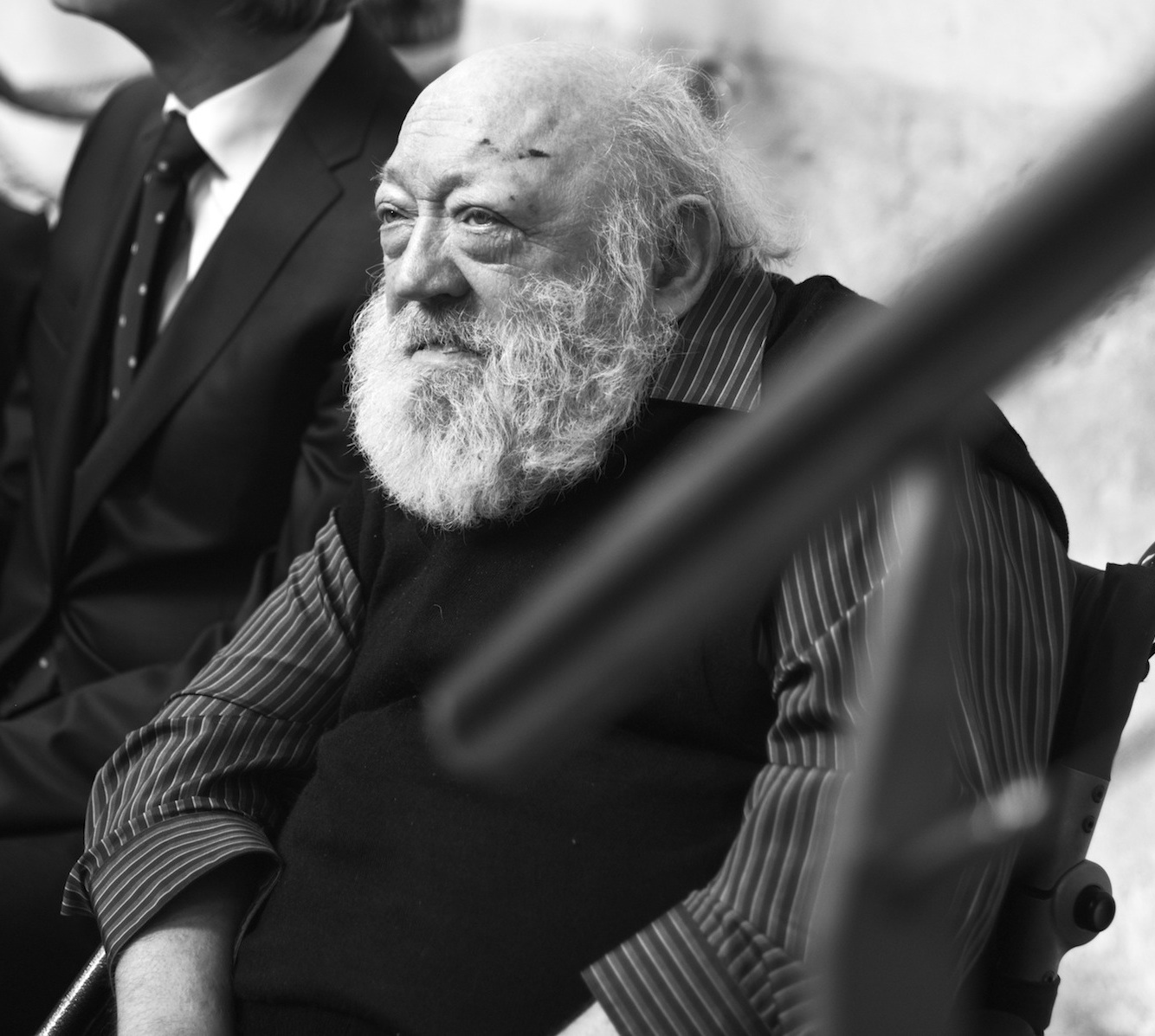
Зденек Нойббауэр

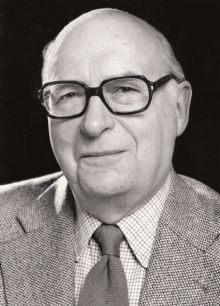
Виктор Уиттакер

- Анвари, Сайед (63—64) — афганский государственный деятель, министр социальных дел и труда (1992—1995), министр сельского хозяйства (2002—2004), губернатор Герата (2005—2009)[369].
- Армстронг, Уильям Лестер (79) — американский бизнесмен и политик, член Республиканской партии, член Палаты представителей Соединённых Штатов Америки (1973—1979) и сенатор от штата Колорадо (1979—1991)[370].
- Бейли-Гамильтон, Джон (74) — британский аристократ 13-й граф Хаддингтон (с 1986 года)[371].
- Борисенко, Юрий Владимирович (75) — советский и российский оперный певец (бас), педагог, солист Татарского театра оперы и балета им. М. Джалиля, заслуженный артист РСФСР (1984), народный артист Татарской АССР (1980)[372].
- Вега, Хулио (60) — мексиканский актёр; цирроз[373].
- Дзайкен, Валентино (78) — итальянский поэт[374].
- Диас, Алирио (92) — венесуэльский гитарист и композитор[375].
- Мэйди, Джон (73) — американский физик, профессор Гавайского университета в Маноа, изобретатель лазера на свободных электронах в 1971 году[376].
- Нойбауэр, Зденек (74) — чешский биолог и философ[377].
- Нордстрем-Кшенек, Глэдис (92) — американский композитор, вдова австрийского композитора Эрнста Кшенека[378].
- Рассел, Томас (96) — британский государственный и колониальный деятель, губернатор Каймановых островов (1974—1981)[379].
- Сафаров, Рубен Акопович (85) — советский, узбекский учёный в области истории науки и техники и журналист, академик Академии наук Узбекистана[380].
- Тейлор, Кори (61) — австралийская писательница[381].
- Уиттакер, Виктор (97) — британский биохимик[382].
- Фостер, Сесил Глен (90) — лётчик-ас ВВС США Корейской и Вьетнамской войн[383].
- Чандра, Ромеш (97) — индийский общественный и политический деятель, генеральный секретарь (1966—1977) и председатель (1977—1990) Всемирного совета мира, лауреат Международной Ленинской премии «За укрепление мира между народами» (1968)[384].

## 4 июля

Аббас Киаростами

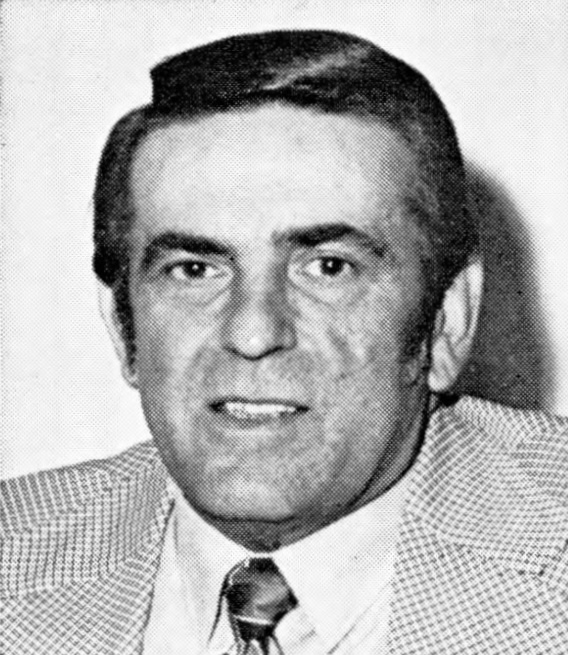
Абнер Миква

- Волкова, Людмила Валериевна (75) — советский и российский физик[385].
- Гончаренко, Иван Иванович (93) — советский военный, заслуженный военный летчик СССР, генерал-лейтенант авиации в отставке[386].
- Кабисов, Аслан Григорьевич (75) — советский, российский и грузинский танцовщик и хореограф, художественный руководитель Государственного ансамбля танца Южной Осетии «Симд»[387].
- Киаростами, Аббас (76) — иранский кинорежиссёр, сценарист и продюсер[388].
- Крума, Кристине (42) — латвийский юрист и судья[389].
- Миква, Абнер (90) — американский государственный деятель украинско-еврейского происхождения, член Палаты представителей США (1969—1973, 1975—1979)[390].
- Ободовский, Вадим Васильевич (75) — советский и украинский тренер по гребле на байдарках и каноэ, заслуженный тренер Украины[391].
- Острин, Григорий Александрович (85) — актёр театра и кино[392].
- Пашеку, Рондон (96) — бразильский государственный деятель, губернатор штата Минас-Жерайс (1971—1975)[393].
- Саид, Субхони (55) — таджикский эстрадный певец и композитор[394].
- Ситников, Василий Иванович (87) — советский партийный и государственный деятель, первый секретарь Иркутского обкома КПСС (1983—1988), Чрезвычайный и Полномочный посол СССР и РФ в Монголии (1988—1992)[395].

## 3 июля

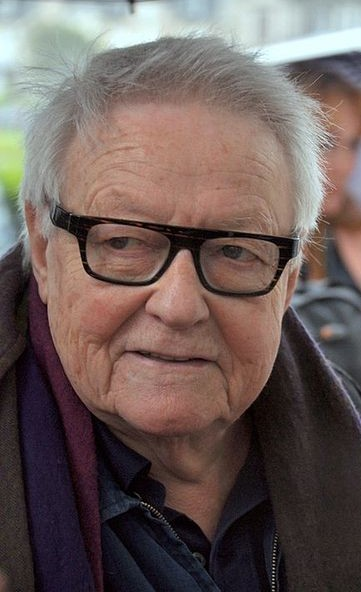
Роже Дюма

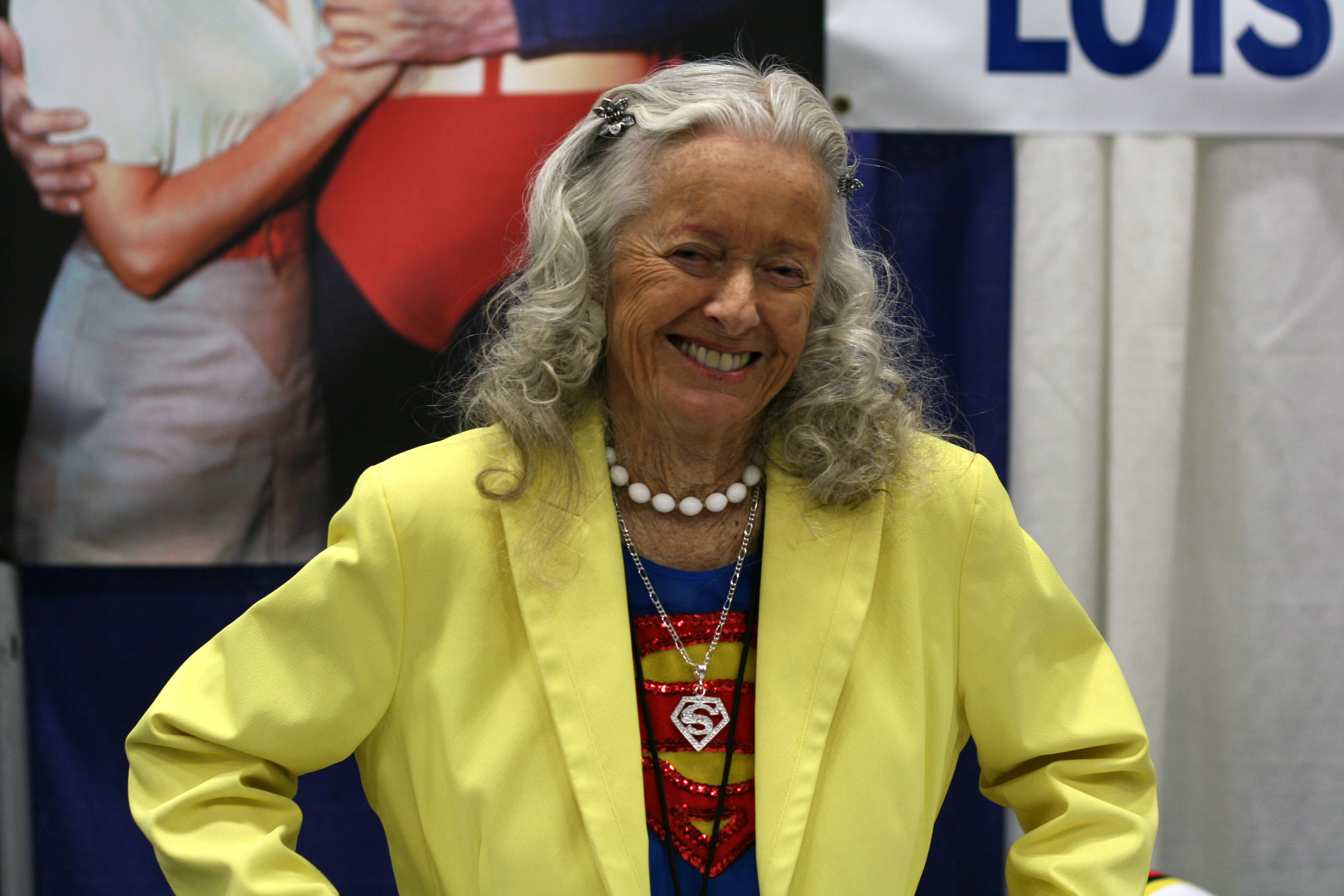
Ноэль Нилл

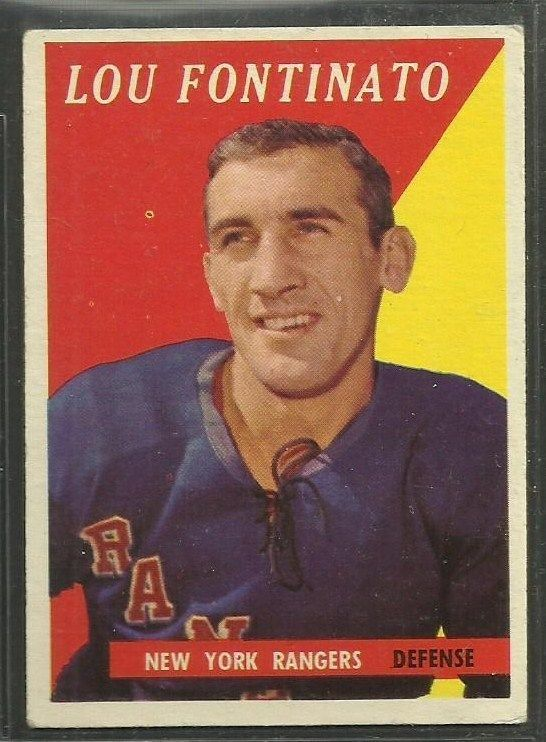
Лу Фонтинато

- Агуреев, Евгений Яковлевич (65) — советский спортсмен по хоккею с мячом, мастер спорта СССР международного класса[396].
- Бакалова, Ани (76) — болгарская актриса театра и кино, заслуженная артистка Республики Болгарии[397].
- Бьюмонт, Майкл (88) — британский аристократ, 22-й сеньор Сарка[398].
- Валерстейн, Маурисио (71) — мексиканский режиссёр, сценарист, продюсер и актёр[399].
- Вернер, Маркус (71) — швейцарский писатель[400].
- Дюма, Роже (84) — французский актёр[401].
- Каирбекова, Салидат Зекеновна (54) — казахстанский государственный деятель, министр здравоохранения Казахстана (2010—2014)[402].
- Кравчук, Владимир Иванович (83) — советский и российский картофелевод, звеньевой совхоза «Комсомолец» Сахалинской области, Герой Социалистического Труда (1981)[403].
- Курбанов, Турсун (48) — советский и киргизский дзюдоист и тренер, мастер спорта СССР[404].
- Мамидакис, Кириакос (84) — греческий бизнесмен, владелец нефтяной компании Mamidoil Jetoil[405].
- Нилл, Ноэль (95) — американская актриса (Американец в Париже, Джентльмены предпочитают блондинок)[406].
- Поварисов, Суфиян Шамсутдинович (91) — советский и российский башкирский писатель и филолог, народный писатель Башкортостана[407].
- Смоляков, Валерий Александрович (75) — советский и российский актёр театра и кино[408].
- Фонтинато, Лу (84) — канадский хоккеист, защитник, дед хоккеиста Грега Маккегга[409].
- Фриззелл, Джимми (79) — шотландский футболист и тренер[410].
- Чиров, Александр Викторович (83) — советский и российский кинооператор, профессор Санкт-Петербургского государственного института кино и телевидения[411].
- Эрнандес, Карлос (77) — венесуэльский боксёр, чемпион мира в первом полусреднем весе[412].

## 2 июля

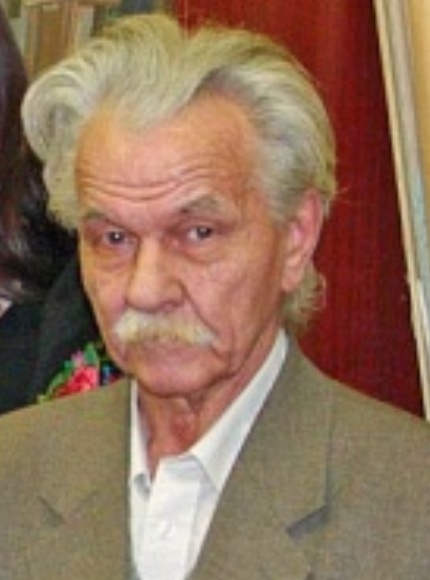
Юрий Васильев

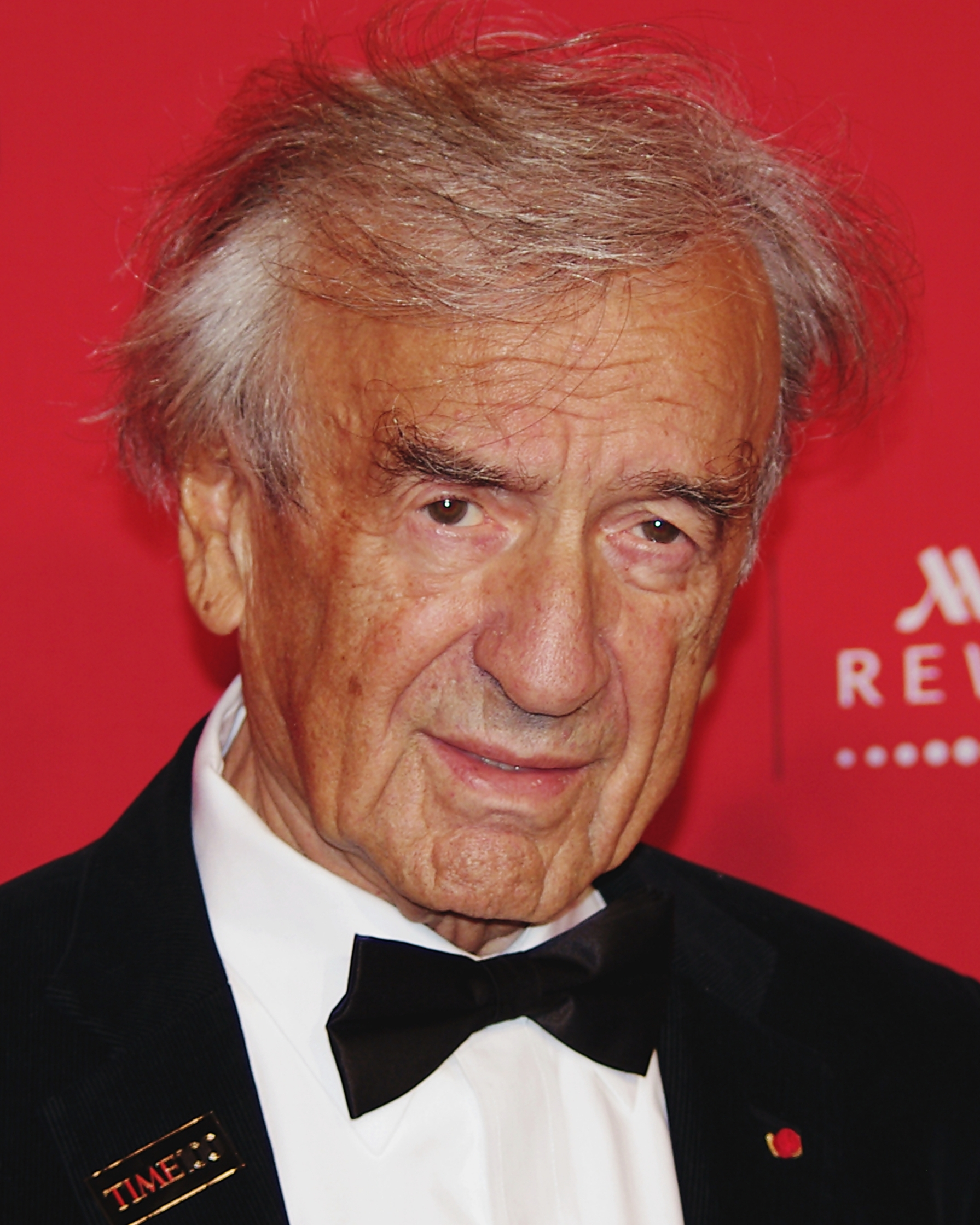
Эли Визель

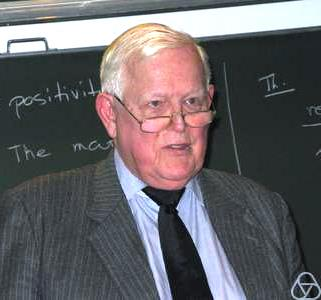
Рудольф Кальман

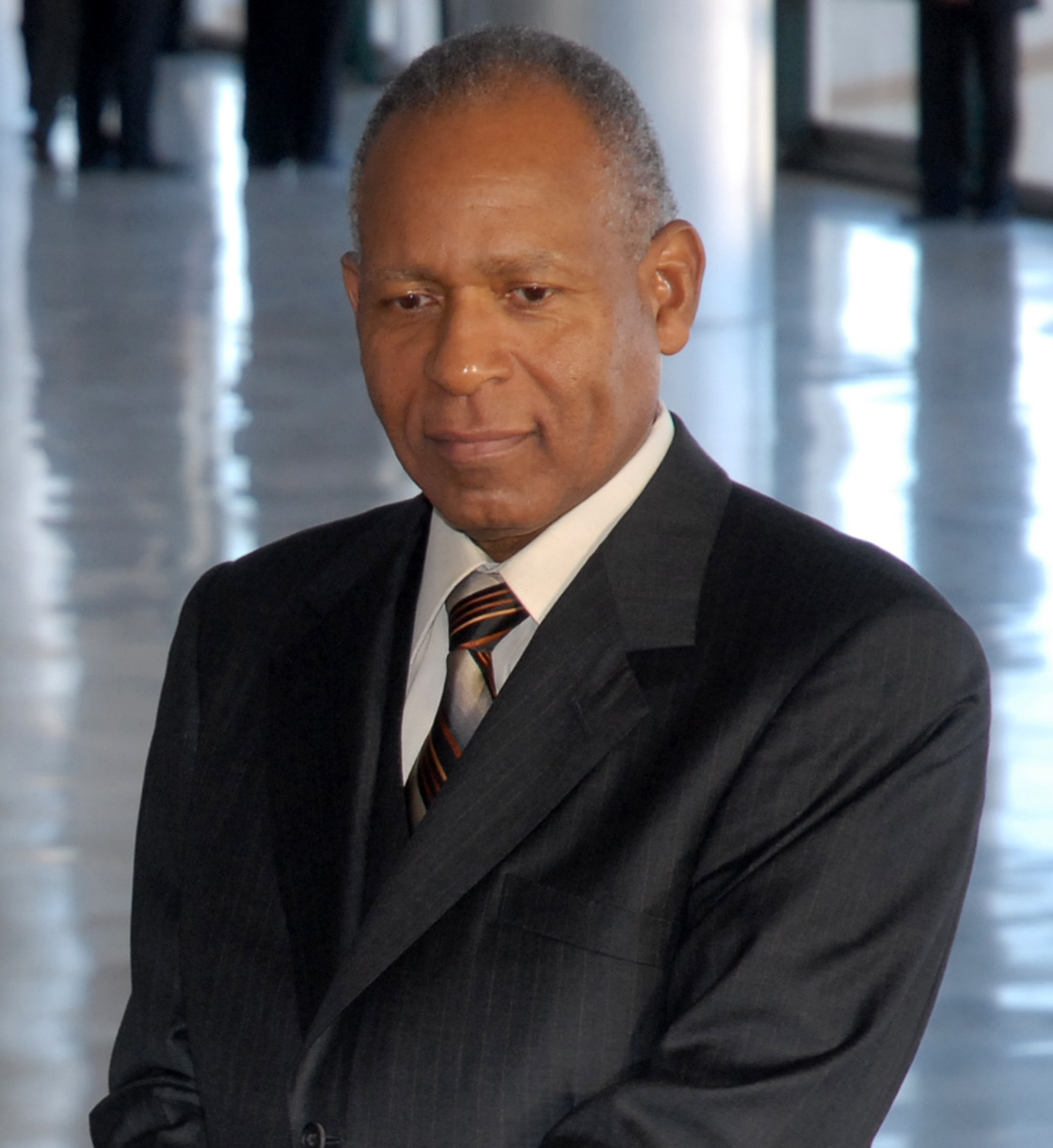
Патрик Маннинг

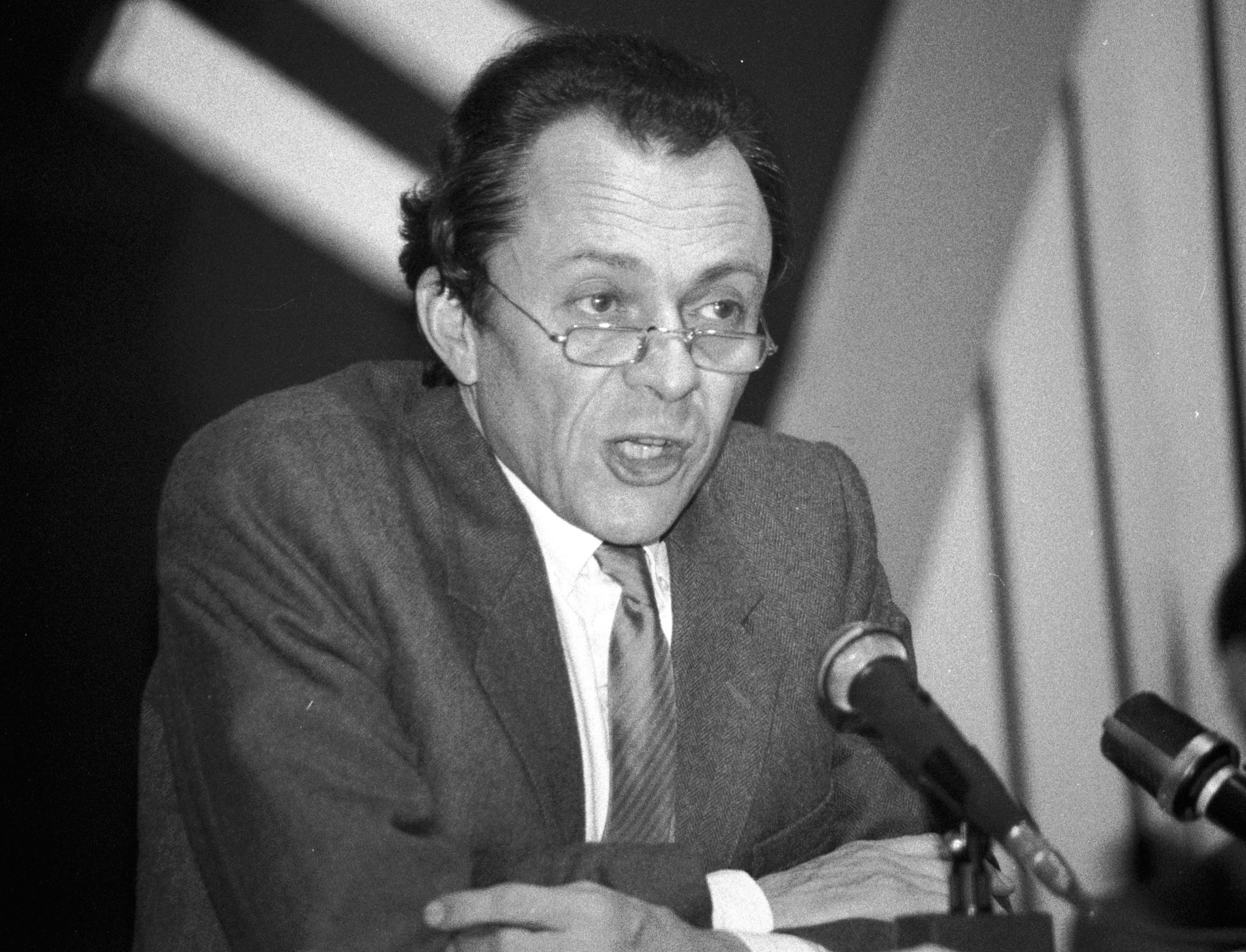
Мишель Рокар

- Аргучинцев, Валерий Куприянович (73 или 74) — советский и российский метеоролог, профессор, доктор технических наук, почётный работник высшего профессионального образования России[413].
- Аркадьева, Ирина Аркадьевна (86) — советская и российская театральная актриса и режиссёр Костромского государственного драматического театра имени А. Н. Островского, народная артистка РСФСР (1984)[414].
- Ахерн, Кэролайн (52) — британская актриса и писательница[415].
- Валитов, Шамиль Махмутович (60) — советский и российский экономист. Ректор Казанского государственного финансово-экономического института (2007—2011)[416].
- Васильев, Юрий Сергеевич (76) — российский историк и археограф[417].
- Визель, Эли (87) — французский и американский еврейский писатель, общественный деятель, переживший Холокост; лауреат Нобелевской премии мира (1986)[418].
- Ерин, Анатолий Алексеевич (78) — советский и российский театральный актёр и режиссёр, артист и режиссёр Владимирского областного академического театра драмы, заслуженный артист России (2007)[419].
- Кальман, Рудольф (86) — американский инженер и исследователь в области теории управления, создатель фильтра Кальмана, иностранный член РАН (1994)[420].
- Ллойд, Юэн (92) — британский продюсер («Дикие гуси»)[421].
- Маннинг, Патрик Огастус Мервин (69) — тринидадский государственный деятель, премьер-министр Тринидада и Тобаго (1991—1995, 2001—2010)[422].
- Мильовский, Яне (70) — македонский государственный деятель, заместитель премьер-министра Македонии (1996—1998)[423].
- Най, Роберт (77) — британский поэт[424].
- Павлов, Виталий Егорович (71) — советский военачальник, участник войны в Афганистане, Герой Советского Союза (1983), командующий Армейской авиацией Сухопутных войск Вооружённых сил СССР и Российской Федерации (1989—2002), генерал-полковник в отставке[425].
- Рокар, Мишель (85) — французский государственный деятель, премьер-министр Франции (1988—1991).
- Ромеро де Веласко, Флавио (90) — мексиканский государственный деятель, губернатор Халиско (1977—1983)[426].
- Руни, Тедди (66) — американский актёр[427].
- Сибагатуллин, Ростислав Имамович (92) — советский и российский военный деятель, генерал-майор в отставке, участник Великой Отечественной войны[428].
- Чимино, Майкл (77) — американский кинорежиссёр, сценарист, продюсер и актёр, лауреат премии «Оскар» (1979)[429].
- Чэнь Цзиньхуа (87) — китайский государственный деятель, председатель Государственного планового комитета КНР (1993—1998)[430],

## 1 июля

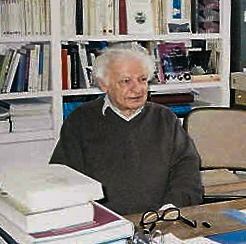
Ив Бонфуа

- Бабуль, Эдокси (114) — старейшая верифицированная жительница Франции[431].
- Бонфуа, Ив (93) — французский поэт и прозаик, эссеист, переводчик, историк искусства[432].
- Валукин, Евгений Петрович (78) — советский артист балета, советский и российский балетмейстер, профессор ГИТИСа, народный артист РСФСР (1988)[433].
- Де Мори, Энрико (86) — итальянский оперный дирижёр [источник не указан 3318 дней].
- Камминс, Рон (74) — американский киноактер; лейкемия[434].
- Койчиев, Турсунбек Ормокоевич (74) — советский и киргизский художник, народный художник Республики Кыргызстан[435].
- Котов, Александр Евгеньевич (66) — советский и российский актёр, актёр озвучивания .
- Харди, Робин (86) — английский режиссёр и сценарист, писатель, композитор[436].
- Хартли, Эдгардо (71) — чилийский танцовщик и балетмейстер; рак[437].
- Чинтаман Дхере, Рамчандра (86) — индийский писатель[438].